# Kristendom
Kristendom (från grekiskans Χριστιανισμός, från ordet Xριστός, Christós, Kristus, som är det grekiska ordet för det hebreiska Messias) är den största religionen i världen, med omkring 3 miljarder anhängare (2011).
Religionen växte fram i det första århundradet e.Kr. inom en judisk kontext i det Romerska kejsardömet, med utgångspunkt i livet, undervisningen, och de mirakler som tillskrivs Jesus från Nasaret, som senare korsfästes. Den kristna tron grundar sig dels på Jesu egna ord och handlingar såsom de återges i evangelierna, dels på de första lärjungarnas tro på honom som Messias, Guds son och Herre. Eftersom de tidigaste kristna texterna – särskilt Nya testamentet, som utgör den andra delen av Bibeln – skrevs och spreds på grekiska, bär kristendomen på både judiska och grekiska rötter. Kristendomen har särskilt stark närvaro i västvärlden, men utövas idag över hela världen i en mångfald av former, trosinriktningar och rituella uttryck – alla centrerade kring tron på Jesus Kristus som världens frälsare och mänsklighetens försoning med Gud genom honom.
De kristna betraktar Jesus som den utlovade Messias (Kristus), och flertalet kristna samfund bekänner honom även som Guds son. Kristendomen ser sig själv som en andlig gemenskap i Kristus, där tron, sakramenten och bönen förenar de troende.
Kristendomen omfattar idag cirka 2,4 miljarder människor – ungefär en tredjedel av världens befolkning. Den största grenen är romersk katolicism, följd av protestantism, östlig ortodoxi, orientalisk ortodoxi och anglikanism.
Liksom judendomen och islam räknas kristendomen till de abrahamitiska religionerna, och betraktas som en uppenbarelsereligion, där Gud uppenbarar sig för mänskligheten. Genom mission och senare även kolonisering spreds tron först i Mellanöstern, Nordafrika, Europa och delar av Asien, och därefter globalt. Kristendomen är idag officiell statsreligion i sexton länder.

## Troslära
Trots vägande skillnader mellan några tolkningar och uppfattningar delar de kristna en mängd föreställningar som menas vara väsentliga för deras tro.

### Kärnan i den kristna tron
Kärnan i kristen tro är att de syndiga människorna genom Jesu död och uppståndelse kan bli försonade med Gud, erhålla nåd och löftet om evigt liv. Genom att bekänna Jesus Kristus som Guds Son och Herre, och tro på hans uppståndelse från de döda (Romarbrevet 10:9) får den troende frukterna av Jesu frälsargärning (räddning). Mänsklighetens synd (missande av målet) och lidande har enligt de flesta kristna trosinriktningar sina rötter i att Adam och Eva som, enligt Gamla testamentets skapelsemyt, gick emot Guds vilja när de åt av ett träd som ger kunskap om gott och ont. Detta kunskapens träd växte bland träd och blommor i Edens lustgård – en trädgård som Gud skapat åt dem och som de skulle leva i med perfekt hälsa och evigt liv. Gud testade dem genom att varna dem i förväg och sa att om de valde att äta från det trädet skulle de dö, så det var inget misstag utan ett val som detta mytens första människopar begick (1 Mos 2: 15–17). Detta val medförde att Adam och Eva sade nej till att låta Gud leda dem, att de förstörde sina möjligheter att få en andlig, evig tillvaro.
Aposteln Paulus skriver (Rom 5) att syndafallet medfört att döden kommit in i människans värld, och att Jesus Kristus har återgett oss möjligheten till evigt liv genom gudomlig nåd. Många kristna teologer och författare har talat om en "arvsynd", och det är teologen och kyrkofadern Augustinus (354–430) som anses ha utformat läran om att alla människor bär på Adams synd (syndafallet) och därmed är hemfallna åt döden.  Adam och Eva var olydiga och gick emot Gud, och det har drabbat alla efterkommande generationer. När de åt av kunskapens träd blev de medvetna, och därmed också benägna att välja bort dygden och att synda – något som förde in döden i människans värld: alla människor blir sjuka, åldras och dör, och människorna måste arbeta för att få tak över huvudet och mat på bordet. Numera anser de flesta kristna att synden inte kan ärvas genetiskt eller att miljarder människor fått betala för Adams och Evas handlingar, utan att mänskligheten generation efter generation väljer att upprepa samma mönster, nämligen att själva bestämma vad som är rätt och fel och negligera Gud och Guds vilja. Människan kan vara kärleksfull och barmhärtig, men också begå de mest fruktansvärda illdåd. Varje människa brottas dagligen med sina synder, och den enda syndfria människa som någonsin levt är Jesus från Nasaret – avlad av Gud men som människa ihjältorterad för påhittade brott. Jesus har även kallats för "den andre Adam", eftersom han sluter cirkeln och genom att offra sig själv befriar mänskligheten från "arvet" efter Adam.

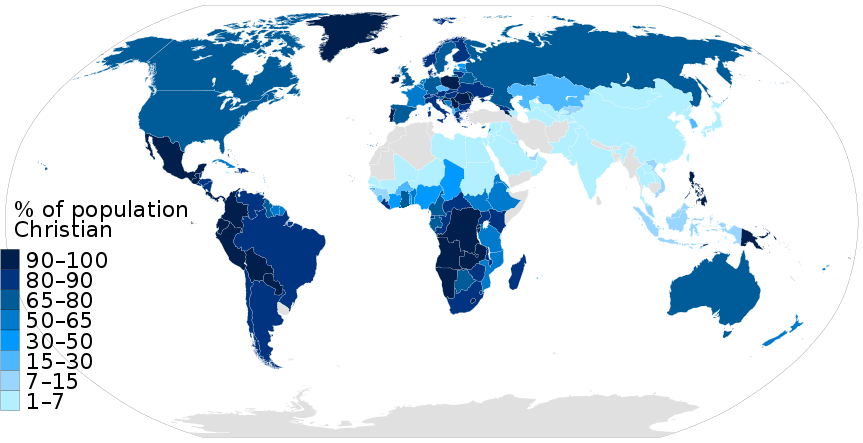
Kristendomen i världen i blåa färger.

Baptistiska samfund tar avstånd från tanken på arvsynd och ser det nyfödda barnet som utan skuld, och därmed utan behov av dop. Detta är en konsekvens av att man definierar synd som verksynd, det vill säga medveten och avsiktlig handling mot Gud, inte ett tillstånd som det nyfödda barnet är i. Endast personlig synd betraktas som synd. Man menar att människan inte ärver synd eller skuld, eller straff för denna, utan endast en ondskefull natur som en effekt av Adams syndafall. Skapelsen och människans natur är sedan syndafallet skadad, vilket innebär sjukdom, död och att människan inte besitter förmågan att alltid välja det som är rätt. Denna skada är emellertid inte ett straff. På grund av skadan kommer varje vuxen individ att synda.

### Kristen gudstro

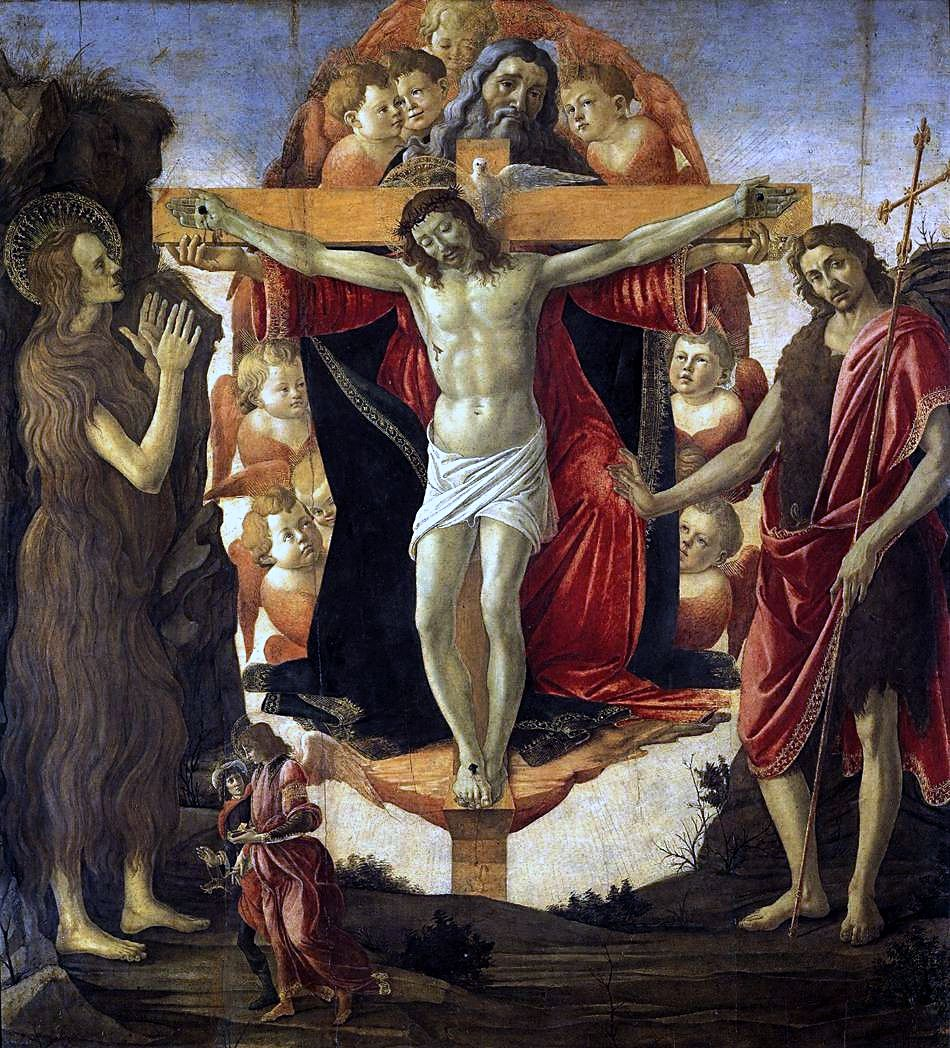
Treenigheten, en central del av den kristna gudstron, avbildad i Botticellis målning från 1465–1467.

Kristen gudstro utgör den teologiska och andliga grunden för kristendomen och handlar om förståelsen av Gud, Guds väsen och Guds relation till världen och människan. Centralt i denna tro är övertygelsen om att det finns en enda Gud, som är både allsmäktig och allvetande, och som är skapare av allt som existerar. Den kristna tron är monoteistisk, vilket innebär att Gud är en enda och odelbar verklighet, men denna enhet uttrycks i en särskild teologisk förståelse som kallas Treenighetsläran.
I kristendomen ses Gud inte bara som en avlägsen och opersonlig kraft, utan som en levande och personlig Gud som är närvarande i världen och i människors liv. Gud uppfattas som allsmäktig, vilket betyder att Gud har obegränsad makt över skapelsen, och som allvetande, vilket innebär att Gud känner till allt förflutet, nutid och framtid. Samtidigt är Gud kärleksfull och barmhärtig, och uppmuntras att sökas genom tillbedjan, bön och tro.
Denna personliga aspekt av Gud är grundläggande för kristen andlighet och etik, eftersom relationen mellan Gud och människan ses som en levande gemenskap där Gud är en omsorgsfull och närvarande förälder, vän och frälsare.

### Treenighetsläran
Den mest framträdande och teologiskt komplexa delen av kristen gudstro är läran om Treenigheten, som uttrycker hur Gud är både en och tre på samma gång. Enligt denna doktrin är Gud ett enda väsen (essens), men existerar samtidigt i tre hypostaser eller personer - Fadern, Sonen (Jesus Kristus) och Den Helige Ande.
Treenighetsläran är unik för kristendomen och är inte att förstå som tre separata gudar, utan som en enda Gud i tre personer som är jämlika och eviga. Denna doktrin formulerades gradvis under de första århundradena efter Kristus, främst som svar på teologiska konflikter och för att sammanfatta Bibelns undervisning om Guds natur.
Läran om Treenigheten utvecklades inte som en plötslig insikt utan genom en lång process av reflektion, diskussion och debatt inom den tidiga kristna kyrkan. Kyrkofäder som Tertullianus, Athanasius och Augustinus bidrog med viktiga formuleringar som fastställdes i koncilier som Nicaea (325) och Konstantinopel (381).
Treenighetsläran försöker balansera de olika bibliska vittnesmålen: Faderns enhet och överhöghet, Sonens gudomlighet och Andens verksamhet. Den bekräftar att Jesus är sann Gud och sann människa, vilket är centralt för frälsningshistorien.
Det är viktigt att notera att begreppet "Treenighet" som sådant inte uttrycks explicit i Bibeln med just detta ord. Läran bygger istället på tolkningar av flera texter i Nya testamentet där Fadern, Sonen och Anden framträder med gudomliga egenskaper och en nära relation sinsemellan.
Johannesevangeliet är särskilt tydligt i att identifiera Jesus med Gud (t.ex. Joh 1:1–14), medan andra texter betonar Andens gudomliga verksamhet. Dock finns olika tolkningar, och vissa kritiker menar att läran om Treenigheten är en senare utveckling som inte fullt ut stöds av bibeltexterna. 
De flesta stora kristna samfund, inklusive katolska, ortodoxa och protestantiska kyrkor, bekänner sig till Treenighetsläran som en grundläggande trosartikel. Dock finns variationer i hur läran förstås och formuleras, särskilt beträffande den Helige Andes ursprung, där tillägget "Filioque" ("och Sonen") i den västliga kyrkan har varit en teologisk skiljelinje gentemot östortodoxa kyrkor.

### Fadern

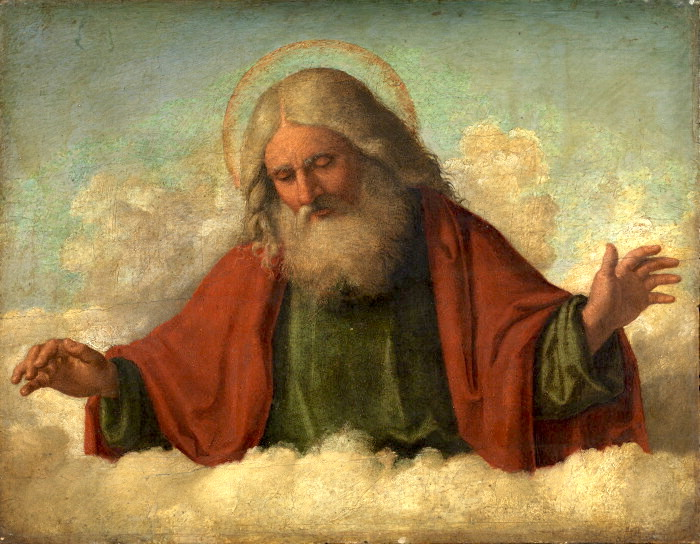
"Gud Fader" av Giovanni Battista Cima på kanvas.

Gud Fadern är den första personen i Treenigheten och betraktas som skaparen av himmel och jord. Han är allsmäktig och allvetande, och hans vilja manifesteras genom skapelsen och upprätthållandet av världen. Fadern är också källan till Sonen och Anden, och hans relation till dem är en av enhet och gemenskap.
Jesus Kristus talar ofta om Gud som sin Fader, vilket inte bara understryker en teologisk sanning utan också uttrycker en personlig och nära relation. Det är också denna relation som Jesus uppmanar sina efterföljare att ta del av. I Matteusevangeliet 6:9 lär han lärjungarna att be: "Vår Fader, du som är i himlen..." – en bön som visar att Gud inte bara är världens skapare, utan även en kärleksfull förälder som vill vara i gemenskap med varje människa.
Gud Fadern också den som sände sin Son till världen – inte för att döma, utan för att rädda (Johannesevangeliet 3:16–17). Denna sändning visar på en djup kärlek till mänskligheten och en vilja att försonas med oss, trots vår synd.

### Jesus Kristus
Jesus Kristus, Guds Son, Messias eller "Kristus" är den andra personen i Treenigheten. Kristna tror att Jesus är både fullt Gud och fullt människa. Hans liv, död och uppståndelse är centrala för den kristna frälsningsläran. Titeln "Messias" kommer från det hebreiska ordet מָשִׁיחַ (māšiáħ) med betydelsen "smord" och det grekiska ordet Χριστός (Christos) är en direkt översättning från hebreiskan. Titeln "Messias" kommer sig av traditionen i den judiska kulturen, att man smorde kungarna, men även profeter och präster, med olja. Att Jesus är Messias har alltså innebörden att han är kung och härskare över både jord och himmel men han är också den sista översteprästen vilket är Hebreerbrevets tolkning.

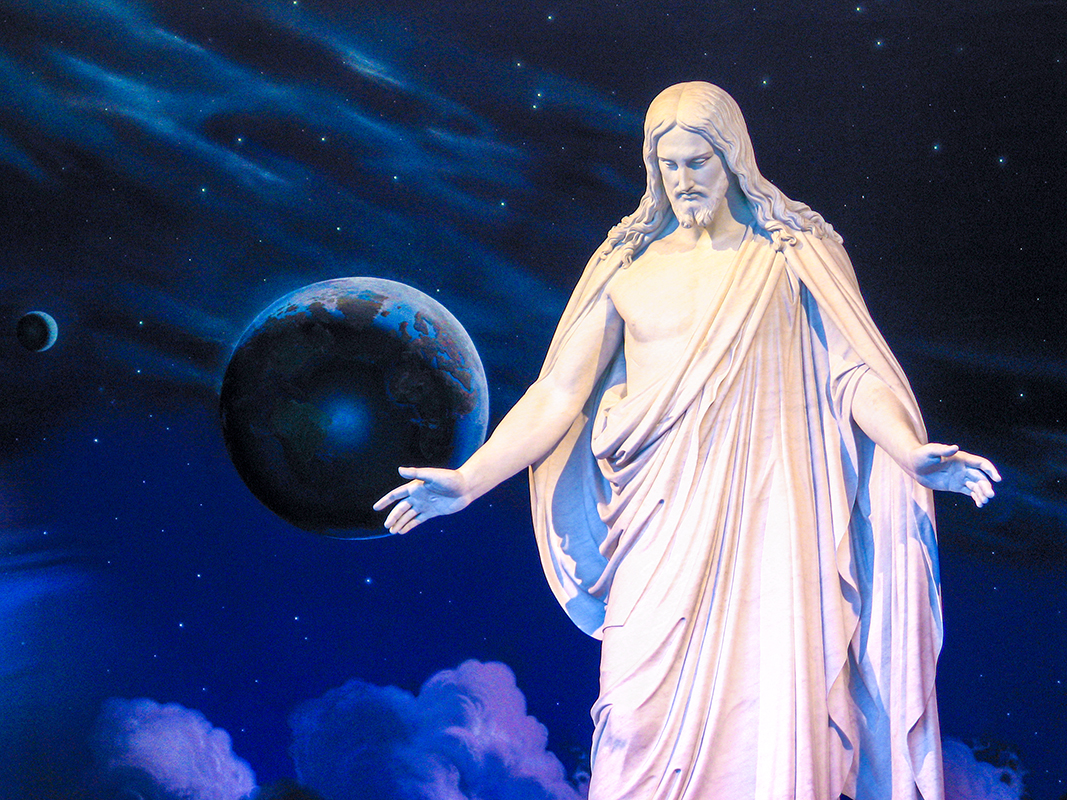
En staty av Jesus i Salt Lake City, kopia av en staty av Bertel Thorvaldsen i Vor Frue Kirke i Köpenhamn.

De flesta trosriktningar anser dessutom att Jesus är Gud inkarnerad (förkroppsligad) och del i en treenig Gud. Denna tolkning av nya testamentet fastslogs i Nicaenska trosbekännelsen, formulerad år 325, och är så central och dominerande att kristna majoritetsriktningar inte ser det som kontroversiellt att beteckna trosinriktningar som avviker från den som icke kristna, även om dessa avvikande minoritetsriktningar själva betraktar sig som kristna. Kristna menar vidare att Jesu ankomst fullbordade messiasprofetiorna i Gamla Testamentet. Till några av de viktigaste av dessa kan nämnas, Jesaja 53 och Psalm 22.
Den kristna föreställningen av Messias skiljer sig avsevärt från det samtida judiska begreppet. Det judiska folket väntade på en politisk "kung" som skulle rädda dem från det romerska kejsardömet. Detta kan man se återspeglingar av i Nya Testamentet, till exempel är så syftar texten INRI (Lat: "Iesus Nazarenus, Rex Iudaeorum") som enligt Nya Testamentet skrevs på korset, på att han skulle vara en slags upprorsmakare som ville bli kung.
De kristna tror att Jesus kommer att återvända till jorden inför domedagen, för att hämta hem de frälsta och för att styra över jorden som kung. Man menar att han skall komma tillbaka på samma sätt som han lämnade jorden på Kristi himmelsfärdsdag och "skilja de onda från de goda".
Enligt Matteusevangeliet och Lukasevangeliet avlades Jesus av Den Helige Ande, och föddes av Jungfru Maria. I de kanoniska evangelierna finns mycket lite material om Jesu barndom och liv innan hans dop i Jordan. Jämförelsevis är hans verksamhet från dopet till korsfästelsen och i synnerhet sjudagarsperioden innan hans död väldigt väldokumenterad i Nya Testamentets evangelier. De bibliska redogörelserna för Jesu verksamhet inbegriper dopet, mirakel, predikan, liknelser, budskap och gärningar.

### Jesu död och uppståndelse

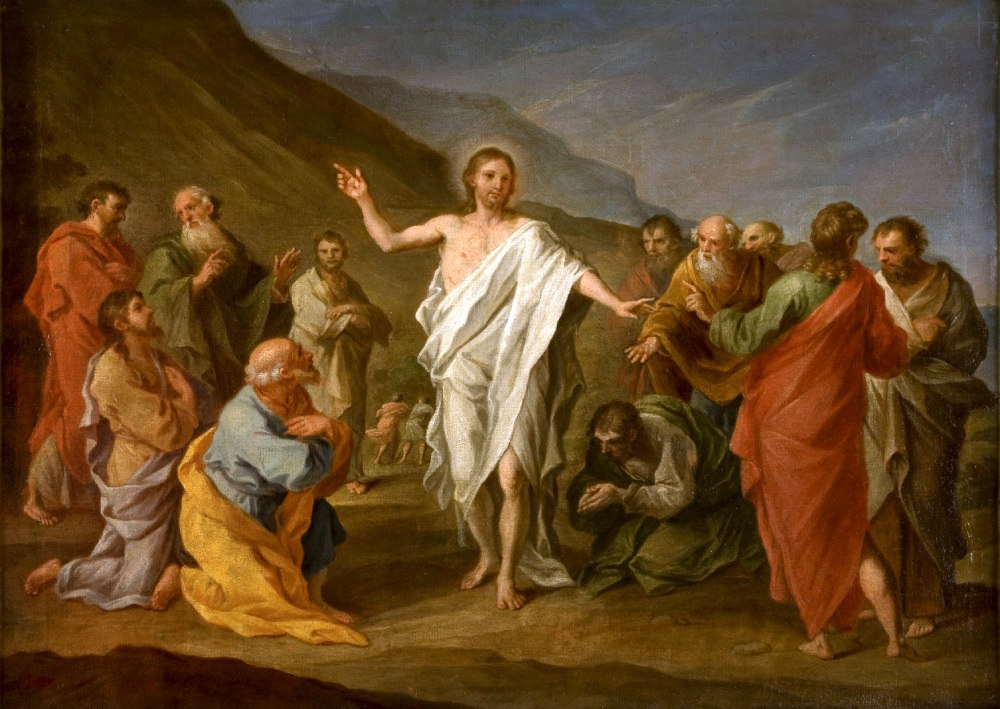
Jesu uppståndelse.

Jesu död och uppståndelse är en för den absoluta majoriteten av alla troende kristna central händelse som, enligt Nya testamentet, ägde rum under påsken, sannolikt runt år 30.
Jesus korsfästes klockan 9 mitt emellan två brottslingar. Klockan 12 föll ett mörker, som varade ända till Jesu död klockan 15. För att förvissa sig om att Jesus verkligen var död, genomborrade en romersk soldat honom med en lans. (Matteusevangeliet 27:32–56; Markusevangeliet 15:21–41; Lukasevangeliet 23:26–49; Johannesevangeliet 19:17–37). En högt uppsatt man vid namn Josef från Arimataia begravde Jesus i en klippgrav och rullade en sten för ingången. Pontius Pilatus beslutade på begäran av de judiska religiösa ledarna att graven skulle förseglas och vaktas (Matteusevangeliet 27:57–66).
På söndagens morgon besökte några kvinnor graven, bland andra Maria Magdalena, och fann den då öppen och tom. De mötte änglar som sade att Jesus lever. Fler än 500 lärjungar fick enligt uppgift sedan se honom levande (1 Korinthierbrevet 15:3–8). De fick tillfälle att ta i honom och se honom äta (Lukasevangeliet 24:36–43) och de fick se honom vid flera olika tillfällen under fyrtio dagar (Apostlagärningarna 1:3). (Uppståndelsen beskrivs i Matteusevangeliet 28; Markusevangeliet 16; Lukasevangeliet 24; Johannesevangeliet 20–21; Apostlagärningarna 1:1–11; 1 Kor. 15:3–8.)
I och med Jesu död på korset slöts ett nytt förbund mellan Gud och alla människor som bekänner Jesus som Herre. Det tidigare förbundet som slutits på Sinai när Gud gav lagen till Judarna gick upp i ett nytt förbund genom Jesu död. "När ett testamente föreligger måste det ju styrkas att den som har skrivit det är död; testamentet blir giltigt först efter dödsfallet och har ingen verkan så länge dess upphovsman lever" (Hebreerbrevet. 9:16–17). Genom Jesu död upphävdes alltså sinaiförbundet eftersom Jesus anses vara Gud. Samtidigt så instiftas också det nya förbundet genom att Jesus dör. Detta har djupa rötter i den judiska traditionen, där man instiftade förbund genom blod. Det hebreiska ordet för att sluta ett förbund är כָּרַת (karāt) har betydelsen "skära", det vill säga man skar ett förbund och detta innefattar blodsutgjutelse. Jesu död var alltså ett sätt att "skära" ett nytt förbund.
En annan aspekt av Jesu död är den tydliga parallellen till Exodus (berättelsen om Judarnas uttåg ur Egypten). Jesus identifieras då av påskalammet. Enligt Exodus så sände Gud olika typer av plågor över Egypten innan farao släppte israeliterna. Inför den sista plågan (allt förstfött i Egypten skulle dö) blev israeliterna instruerade av Mose att de skulle äta en speciell måltid där de slaktade ett lamm, vars kött de åt och vars blod de strök på dörrposten till sitt hus. På så sätt skulle inte döden nå israeliterna. Lammets död fick på så sätt bli ett substitut för de förstfödda hos israeliterna. Denna måltid blev mönsterbilden för den Judiska påskmåltiden (2 Moseboken 12). Jesu död kom att identifieras som lammet (vi kan bland annat i Uppenbarelseboken läsa hur Jesus beskrivs som lammet) och den syndiga människan kom att identifieras med det förstfödda som skulle dö. Liksom påskalammet slaktades och på så sätt räddade de förstfödda israeliterna från döden i Egypten, så slaktas Jesus på korset och räddar syndaren från döden i synden (synden identifieras med Egypten där människan är slav. Romarbrevet 6). Påskmåltiden fick också sin motsvarighet i nattvarden där lammets kött i kristen tradition blev brödet som fick beteckna Jesu kropp/kött ("Detta är min kropp som blir offrad för er. Gör detta till minne av mig". Lukasevangeliet 22:19). För de kristna blir Jesu död på detta sätt ett syndaoffer.

### Den Helige Ande

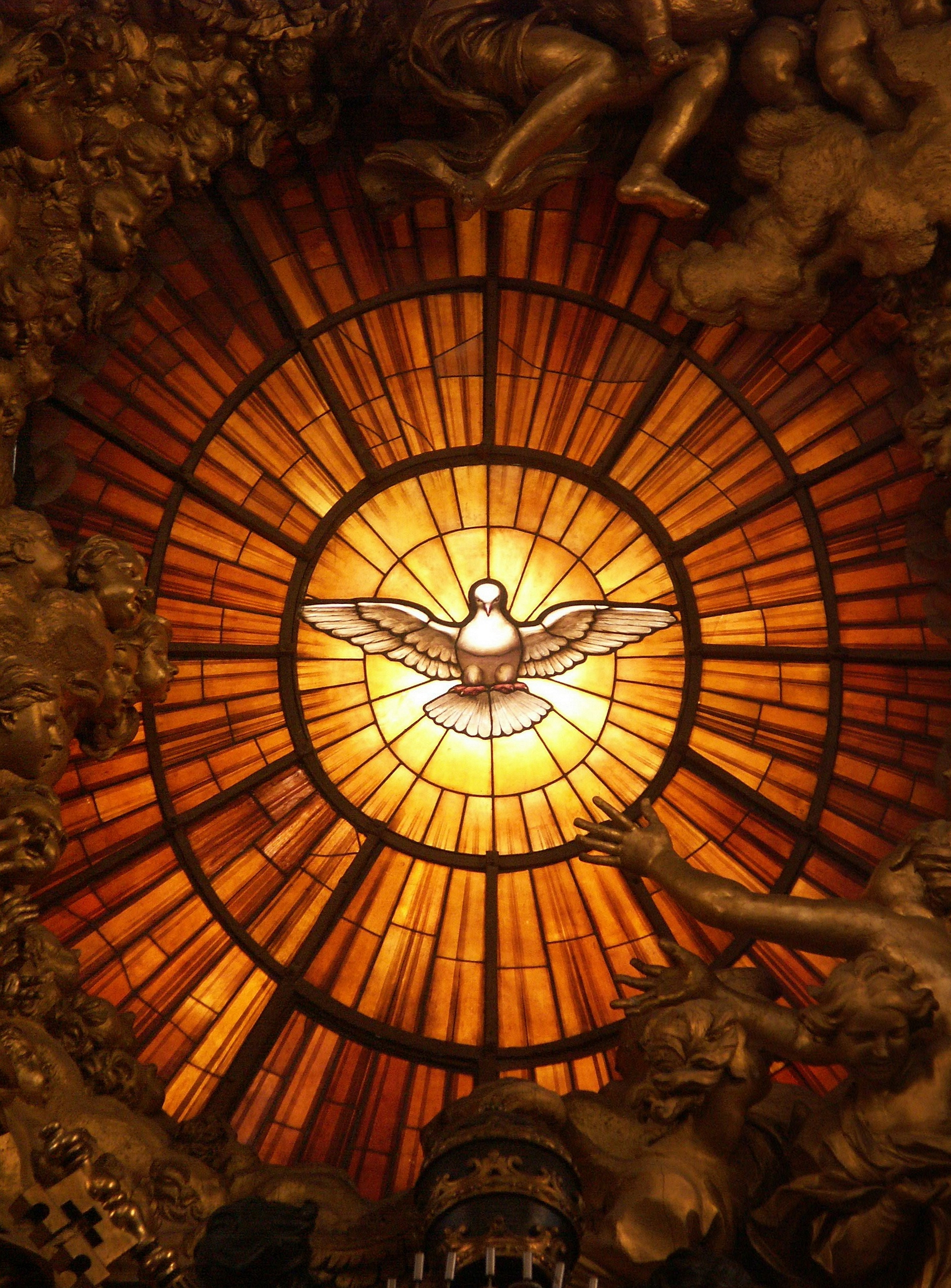
Glasmålning av Den Helige Ande som en duva i Peterskyrkan i Vatikanstaten.

Den Helige Ande är den tredje personen i Treenigheten och representerar Guds närvaro och kraft i världen idag. Enligt kristen tro verkar Anden i varje troendes liv – ger vägledning, tröst, styrka och hjälper dem att leva i enlighet med Guds vilja. 
En central händelse är pingstdagen (Apostlagärningarna 2), då den Helige Ande kom över Jesu lärjungar i Jerusalem. De började tala olika språk (tungotal) och predikade frimodigt om Jesus. Detta ses som startpunkten för den kristna kyrkan. Anden blev därmed inte bara en symbol för Guds närvaro, utan en aktiv kraft som utrustar och leder de troende.
Den Helige Ande ger olika gåvor till de troende, gåvor som är avsedda att bygga upp kyrkan och hjälpa andra människor. Dessa gåvor kallas ofta nådegåvor, eller charismata på grekiska, och de beskrivs bland annat i 1 Korintierbrevet 12. Bland dessa gåvor finns vishet, kunskap, tro, helande, mirakler, profetia, tungotal, uttydning av tungotal samt andebedömning. Inte alla får samma gåva, men varje gåva har ett särskilt syfte – att tjäna och hjälpa andra med kärlek.

### Synd
Grundbetydelsen av ordet "synd" kommer från hebreiskan och betyder "att missa målet", vilket det också gör i grekiskan. I 1 Joh 3:4 definieras synd också som "överträdelse av lagen". Kristna kategoriserar många former av mänskligt beteende som "synd"; en term som används för att beskriva en handling som bryter mot Guds bud. I enlighet med Jesu ord refereras synden redan till en sinnesförfattning snarare än en specifik handling – någon tanke, ett ord eller en handling bedömd som omoralisk, skamlig, vådlig eller fjärmande kan benämnas som syndfull. Det är alltså inte i de synliga gärningarna som synden – det som avviker från det heliga och fläckfria – uppstår, utan redan i vad människan beslutar sig för i hjärtat, om detta leder till en distansering från Gud. Själva grunden i synden är att människan väljer att gå en annan väg än Gud, det vill säga hon vänder sig från Gud och vill styra själv. I Romarbrevet 1:18ff skriver Paulus hur "de", det vill säga människorna, vänder sig bort från Gud och följer sina egna begär. Handlingarna i sig är egentligen inte synden utan viljan att gå sin egen väg oberoende av Gud. Handlingarna blir enligt Paulus, en konsekvens av synden snarare än synden själv.

### Frälsning

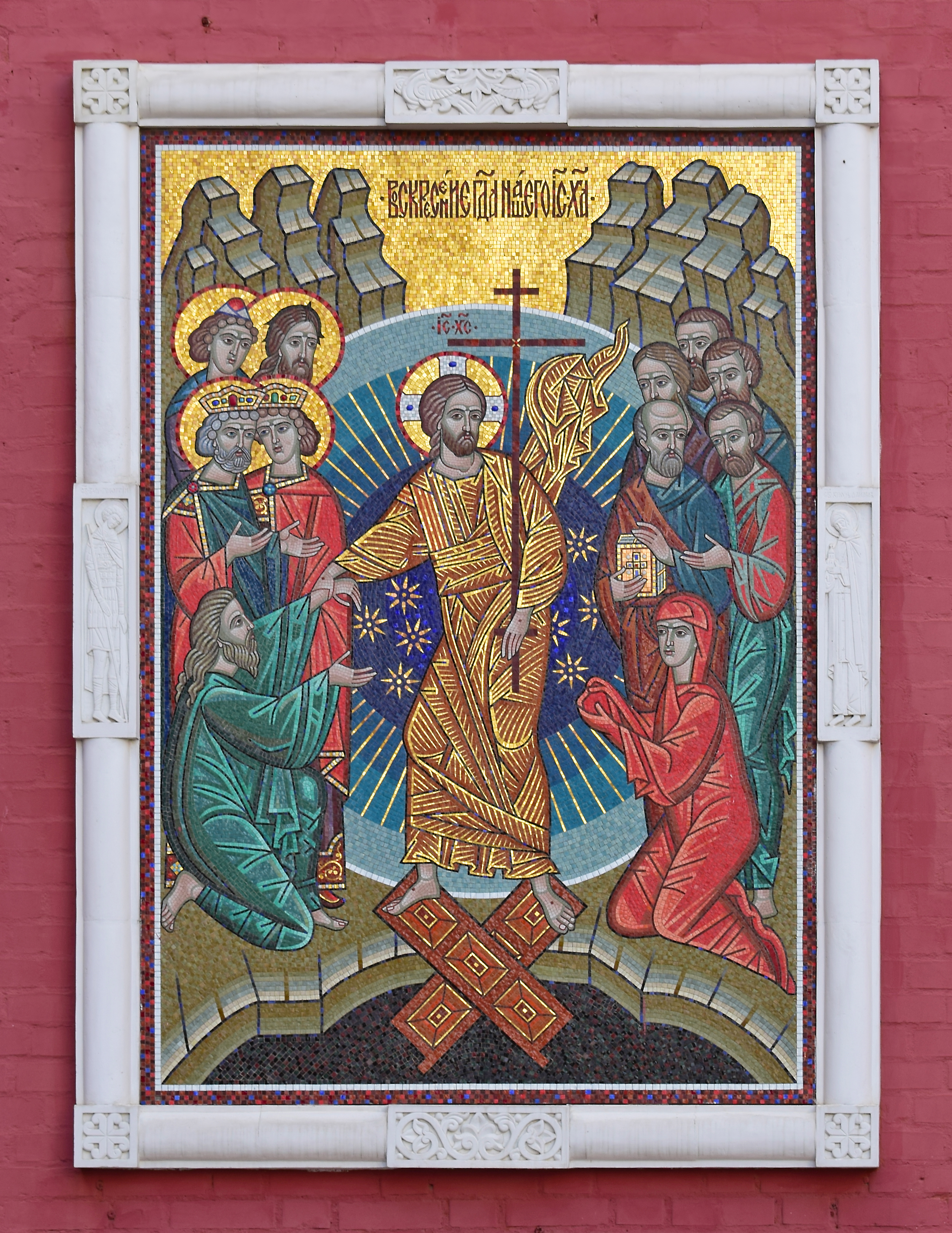
Ikon vid Uppståndelseporten – symbol för Kristi seger över döden och kristen frälsning.

Frälsning är ett grundbegrepp inom kristen teologi. Det beskriver hur människan till kropp och själ räddas från synd, lidande och död till evigt liv i gemenskap med Gud i himmelen, eller på en paradisisk jord. Detta skedde genom att Jesus dog för människornas synder och uppstod igen.
- "Så älskade Gud världen att han gav den sin ende son, för att de som tror på honom inte skall gå under utan ha evigt liv" (Johannes evangelium 3:16, även kallat Lilla Bibeln).

Olika kristna traditioner betonar även sakramenten – främst dopet och nattvarden – samt goda gärningar som visar på att man tar emot frälsningen. Frälsningen kommer att fullbordas på yttersta dagen.
Människan har i alla tider lidit under sjukdomar, naturkatastrofer, sin egen och andras ondska och svagheter – det som kristen tro kallar synd, och ytterst sett döden. Kristendomen har ett hopp om att vi kan befrias från detta. Människans lidande uppstod enligt kristen tro genom att människan vände sig bort från Gud, all godhets källa. Vänder man sig bort från honom, blir det mörkt. Guds vilja är god, och vänder man sig bort från hans vilja, gör man det onda. Detta var just vad som skedde i människosläktets urhistoria – en händelse som kallas syndafallet. Syndafallet fick alltså genomgripande och ödesdigra konsekvenser för hela världen alltsedan dess. Detta beskrivs i Första Mosebok och i Romarbrevet – ett kapitel som tolkas olika bokstavligt av olika kristna.
Gud har (enligt den objektiva eller juridiska försoningsläran) på ett objektivt sätt förvärvat frälsning åt alla människor genom att Jesus har tagit straffet i människans ställe. Det är genom Guds nåd som människor kan räddas/bli frälsta och få evigt liv. Bibeln talar om att frälsningen utgår till var och en som tror, och i vissa bibelställen även om till var och en som tror och blir döpt. Inom samfund som predikar enkel predestination är nåden förutsättningslös och given en gång för alla av Kristus. Dock har dessa kyrkor tidvis predikat att frälsningen förutsätter medlemskap i en församling. Inom samfund som predikar synergism krävs människans samverkan i form av ett aktivt val.

### Himmelriket

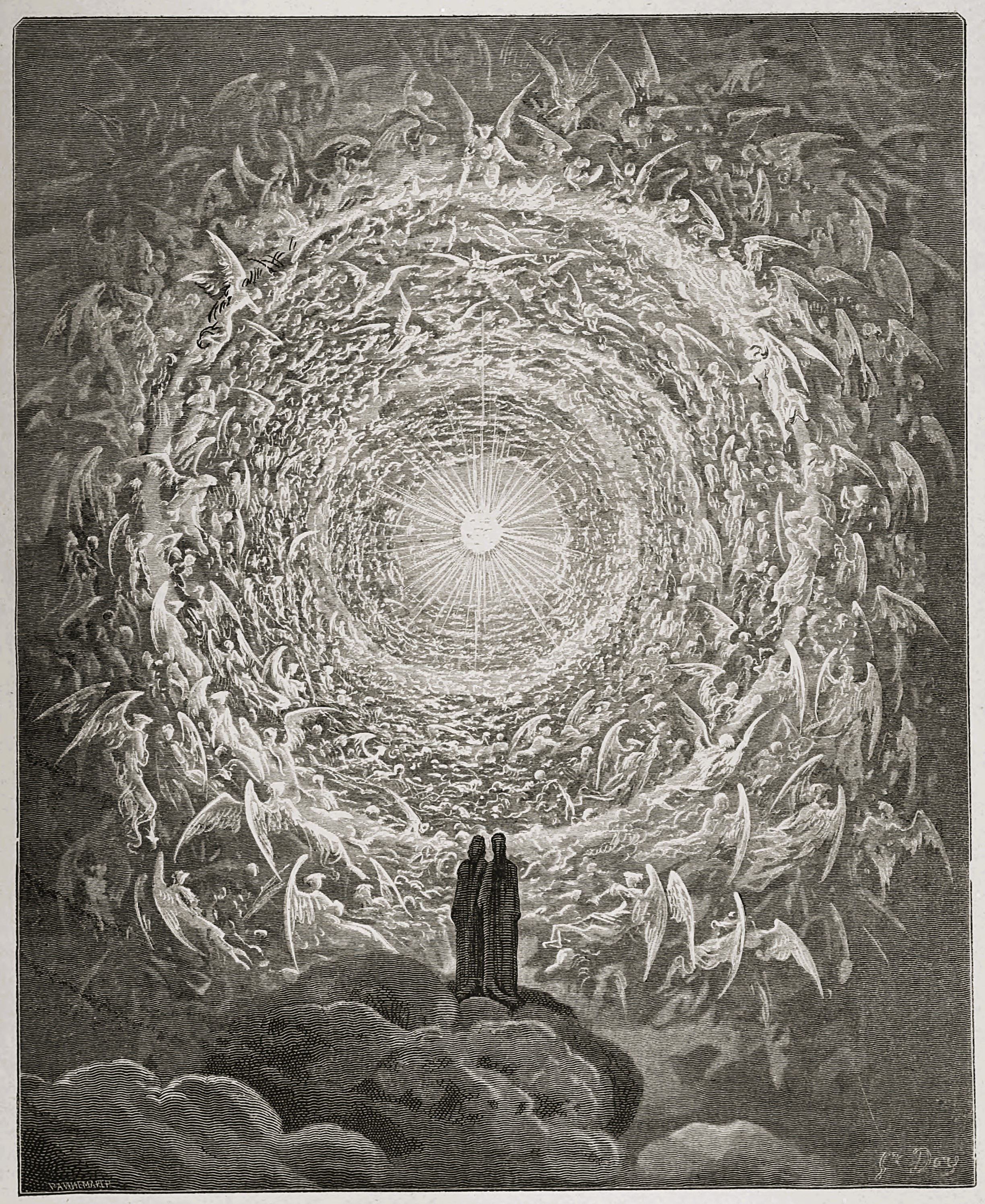
Dante och Beatrice blickar tillsammans upp mot den högsta himlen. Illustration av Gustave Doré ur Den gudomliga komedin.

Himmelriket eller himlen (latin caelum) är inom kristendomen den eviga belöningens plats, där den troende får förenas med Gud i ett tillstånd av fullkomlig salighet. I Nya testamentet beskrivs himlen som “Faderns hus med många rum” (Joh 14:2), vilket främjar bilden av ett verkligt och kosmiskt hem för de rättfärdiga. Romersk-katolsk teologi betonar att himlen är människans ultimata mål – ett tillstånd av högsta, definitiva lycka där själen ser Gud direkt (den s.k. saliggörande skådningen).

### Helvete

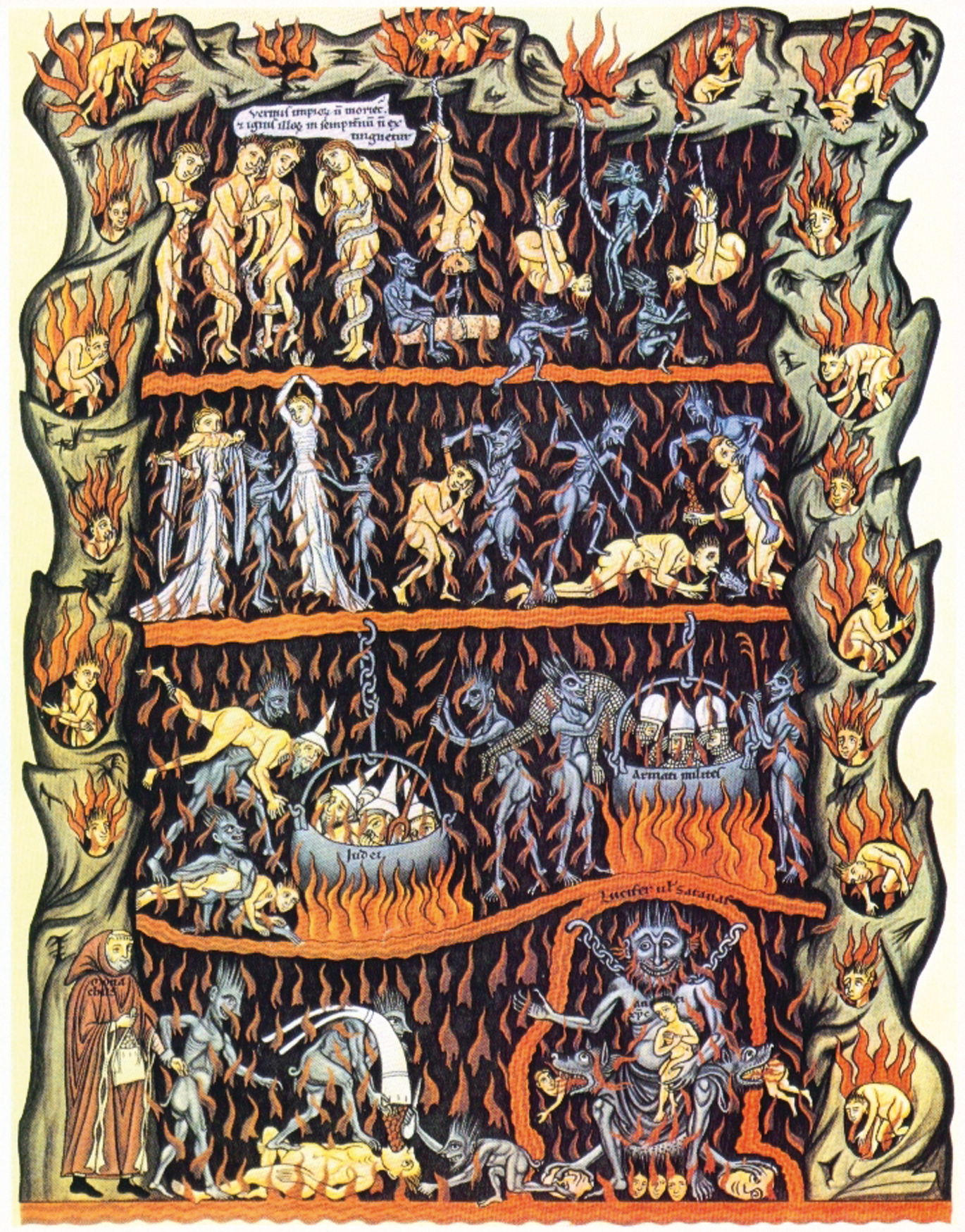
Detalj från "Hortus Deliciarum" (cirka 1180), ett medeltida manuskript som illustrerar föreställningar om helvetet och synd.

Helvetet inom kristendomen uppfattas som en tillvaro eller plats där en djup separation från Gud råder efter döden. Denna plats är enligt traditionen reserverad för dem som medvetet och ihållande har avvisat Guds nåd och vägrat ta emot hans kärlek och förlåtelse. I symbolisk mening framställs helvetet ofta som en plats präglad av eld och mörker, där lidande och isolering råder. Begreppen och föreställningarna om helvetet varierar inom olika delar av Bibeln och kristen tradition. I Gamla testamentet och den grekiska versionen av Nya testamentet förekommer termerna Sheol och Hades, vilka betecknar de dödas hemvist. Dessa uppfattas ofta som ett neutralt gravtillstånd där de döda vistas, utan någon tydlig bild av evigt straff. I Nya testamentet introduceras begreppet Gehenna, en symbolisk plats för “ounödlig eld” och helveteseld, som ofta kopplas till en evig och outhärdlig bestraffning för syndare.
En annan term som förekommer är Tartarus, nämnt i 2 Petrusbrevet, som beskriver ett slags fängelselikt tillstånd där fallna änglar är instängda. Dessa olika bilder bidrar tillsammans till den komplexa och mångfacetterade förståelsen av helvetet i kristen teologi, där fokus ligger på separationen från Gud som den yttersta konsekvensen av synd och avvisande av Hans nåd.

### Yttersta domen
Inom kristen teologi avser Yttersta domen (även kallad den slutliga domen eller allmänna domen) den tidpunkt då Kristus återvänder, de döda uppstår och alla människor döms inför Gud. Denna dom följer återuppståndelsen och sker vid tidens slut, då Jesus Kristus kommer i sin härlighet med alla änglar. 
Ett centralt bibliskt avsnitt återfinns i Matteus 25:31–46, där människorna skiljs som får och getter efter sina handlingar, särskilt de barmhärtiga gärningarna.  Vidare talas det om en "vit tron och domböckerna" i Uppenbarelseboken 20:11–15. 
Yttersta domen ses som Guds rättvisa och barmhärtighets högsta manifestation – där Gud både belönar de troende och bestraffar de orättfärdiga. 

## Etik och moral
Den kristna moralfilosofin härstammar från Bibeln eller den kristna traditionen. Etiken påverkar både individuellt beteende och samhällssyn, med fokus på kärlek, rättvisa och försoning. 
Kärlek och nåd
Den kristna etiken betonar agape (gudomlig kärlek) som central princip. Jesus sammanfattar lagen i det dubbla kärleksbudet: "Älska Herren din Gud av hela ditt hjärta" och "Älska din nästa som dig själv" (Mark. 12:30–31). Denna kärlek inkluderar även förlåtelse och nåd, vilket illustreras i berättelser som om den förlorade sonen (Luk. 15:11–32).
Aposteln Paulus framhåller i Första Korinthierbrevet 13 agapekärlekens egenskaper: tålmodighet, vänlighet, icke avund, ej självupptagenhet, förlåtelse och uthållighet – egenskaper som blivit vägledande för kristen moral och människosyn. Teologiskt betraktas agape som en vilja snarare än en känsla – ett andligt givande utan förväntan på återgäldning, styrt av helig övertygelse snarare än emotionell bindning. 
Rättvisa och barmhärtighet
Kristen etik innefattar även ett starkt engagemang för social rättvisa, vilket har sina rötter både i profettraditionen i  Gamla testamentet och i Jesu undervisning i Nya testamentet. Profeterna betonade vikten av att försvara utsatta grupper i samhället, såsom faderlösa och änkor. Ett exempel i Gamla testamentet är Jesaja 1:17: "Lär er att göra det goda, sök rättvisa. Uppmuntra den förtryckte, ställ upp för den faderlöse och för änkans talan." 
I Nya testamentet förtydligar Jesus denna etik i bland annat Matteusevangeliet 25:31–46, där han kopplar det eviga livet till handlingar av barmhärtighet mot de behövande. Ett centralt citat ur detta avsnitt är: "Jag säger er sanningen: Allt vad ni har gjort för en av dessa mina minsta bröder, det har ni gjort för mig." (Matt 25:40). 
Kristen etik förenar därmed krav på rättvisa med en uppmaning till barmhärtighet.  Detta kommer till uttryck i Jesu undervisning om att inte hämnas, exempelvis i uppmaningen att "vända andra kinden till" (Matt 5:39), samtidigt som han kritiserar och utmanar sociala orättvisor. 

## Bibeln

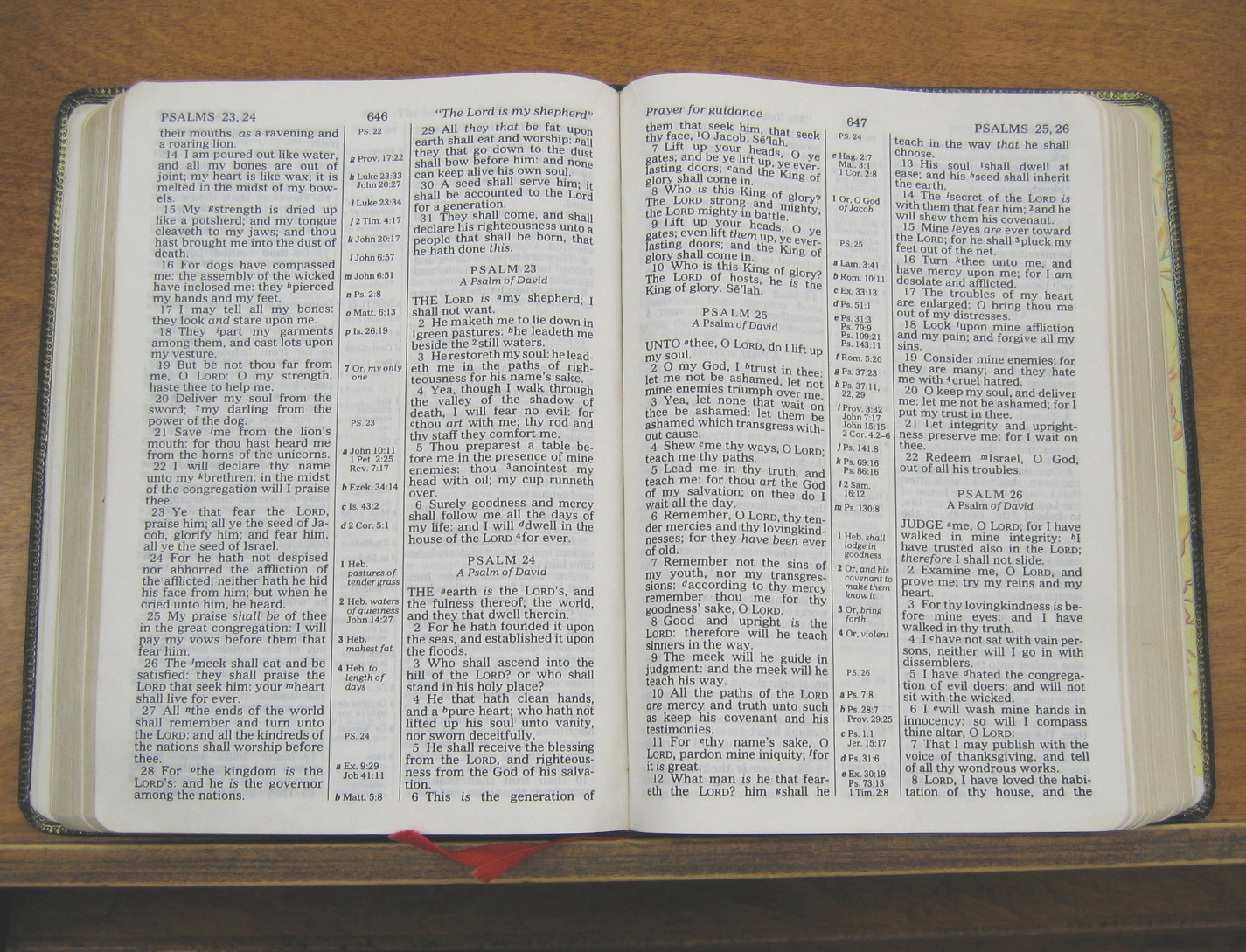
Bibeln, Engelske Kung Jakobs översättning.

Bibeln (latin Bíblia), av grekiska (τα) βιβλία "böcker(na)", är de kristnas heliga skrift, som utgörs av en samling böcker som tillkommit under en tidsrymd av omkring 900 år, från cirka 800 f.Kr. till cirka 130 e.Kr.
Bibeln är indelad i två delar; dels Gamla Testamentet som handlar om världens uppkomst, det judiska folkets historia, en del poesi och många profetior om vad som ska hända (eller som redan har hänt, eftersom det var länge sedan som det skrevs ned), dels Nya Testamentet som handlar om Jesu liv och förkunnelse samt de första kristna församlingarnas tillväxt och utbredning i det romerska riket.
Gamla Testamentet (GT) består av mytiska texter, etiologiska folksägner, historieskrivning av det slag som förekom under antiken, profetiska texter, böner, poesi, ordspråk och exempelberättelser. Böckerna i GT förefaller vara skrivna under en tidsperiod cirka 800 till 30 f.Kr. (till 120 e.Kr. om man räknar med enstaka skrifter i de assyriska och ryska tilläggen till GT) och berättar om judarnas historia. Några av de ingående berättelserna tilldrar sig under en tidigare period: 1700 f.Kr. till 800 f.Kr. Gamla Testamentet utgörs huvudsakligen av judendomens heliga skrift, Tanach, men till detta lägger flera kyrkofamiljer ett tillägg till Gamla Testamentet, bestående av judiska skrifter bevarade på grekiska. Omfattningen av detta tillägg varierar mellan olika kyrkofamiljer.
Nya Testamentet (NT) består av fyra evangelier, Apostlagärningarna som är en tendentiös skildring av tidig kyrkohistoria, ett antal brevskrifter, samt en apokalyps, Uppenbarelseboken. De ingående böckerna skrevs ned under en tidsperiod cirka 60 e.Kr. till 130 e.Kr. men tilldrar sig under tidsperioden cirka 28 e.Kr. till cirka 60 e.Kr.
Även i Nya Testamentets sista bok är profetior nedskrivna, gällande bland annat Yttersta domen och Jesu återkomst.

### Tillägg till Gamla Testamentet
Förutom de av samtliga samfund och judendomen godkända 39 böckerna i den hebreiska Bibeln (GT), finns även "tillägg till Gamla Testamentet", som betecknas på skiftande sätt av kristna trossamfund, och varav elva böcker finns med i Bibel 2000. Reformatoriska kyrkor kallar dessa skrifter för "Gammaltestamentliga apokryfer" (apokryf = “fördold”), medan den Romersk-katolska kyrkan kallar tio av dem för deuterokanoniska böcker (deutero = “andra”). Dessa tio skrifter fanns med i den kanon som fastslogs av koncilierna i Hippo och Karthago år 393 och 397, och bekräftades av Katolska kyrkans koncilium i Trento år 1545–1563. Mellan andra kristna trossamfund varierar deras exakta antal.
Lutheraner nöjer sig med att tillägga Manasses bön, vilket förklarar varför denna skrift finns med i Bibel 2000. Anglikaner, rysk-ortodoxt och georgisk-ortodoxt kristna räknar Manasses bön, Tredje Esra (eng. First Esdras) och Fjärde Esra (eng. Second Esdras) – som numreras på skilda sätt i olika språkområden – till detta tillägg till Gamla Testamentet, medan Greklands kyrka gör bruk av ytterligare några: Psaltarpsalm 151, Tredje Mackabéerboken, Fjärde Mackabéerboken och de så kallade Odena, men däremot inte Fjärde Esra. Assyriska kyrkan läser Andra Baruksboken och en handfull ytterligare psaltarpsalmer. Etiopisk-ortodoxa kyrkan läser Henoks bok, Jubileerboken, första till och med tredje Meqabyan (som inte skall förväxlas med de i övrigt kända Mackabéerböckerna), Pseudo-Josefus och ett antal fornkyrkliga kyrkoordningar.

### Nya Testamentets kanons tillkomst
Förutom Nya Testamentet finns det ett antal böcker från efterapostolisk tid, som av kristna samfund räknas som apokryfer i meningen att de inte är normativa för kristen tro och liv. Några av dessa är av gnostisk härkomst, det vill säga de härrör ur en inriktning som inom kristendomens dominerande grenar kom att bedömas som irrlärig. Den äldsta kristna förteckningen över auktoritativa skrifter, den så kallade Muratoriska kanon från slutet av 100-talet, överensstämmer med Nya Testamentet som vi känner det idag, förutom att några av de kortaste breven saknas. Några av de omtvistade skrifterna var i bruk i Egypten under 100-, 200- och 300-talen, bland annat Första Clemensbrevet, Petrusapokalypsen och Hermas Herden, men utsållades från den egyptiska bibelkanon genom Athanasius' berömda påskbrev år 367. Den exakta omfattningen av Nya Testamentets kanon fastslogs emellertid slutgiltigt först år 508 vid ett kyrkomöte i Syrien.

### Lista över Bibelns böcker med kanonisk tillhörighet
Gemensamma böcker för alla stora kristna denominationer (Protestantiska, Katolska och Ortodoxa):
- Gamla testamentet:
  - Första Moseboken (Genesis)
  - Andra Moseboken (Exodus)
  - Tredje Moseboken (Leviticus)
  - Fjärde Moseboken (Numeri)
  - Femte Moseboken (Deuteronomium)
  - Josua
  - Domarboken
  - Rut
  - Första Samuelsboken
  - Andra Samuelsboken
  - Första Kungaboken
  - Andra Kungaboken
  - Första Krönikeboken
  - Andra Krönikeboken
  - Esra
  - Nehemja
  - Ester
  - Job
  - Psaltaren
  - Ordspråksboken
  - Predikaren
  - Höga visan
  - Jesaja
  - Jeremia
  - Klagovisorna
  - Hesekiel
  - Daniel
  - Hosea
  - Joel
  - Amos
  - Obadja
  - Jona
  - Mika
  - Nahum
  - Habackuk
  - Sefanja
  - Haggai
  - Sakarja
  - Malaki
- Nya testamentet:
  - Matteusevangeliet
  - Markusevangeliet
  - Lukasevangeliet
  - Johannesevangeliet
  - Apostlagärningarna
  - Romarbrevet
  - Första Korintierbrevet
  - Andra Korintierbrevet
  - Galaterbrevet
  - Efesierbrevet
  - Filipperbrevet
  - Kolosserbrevet
  - Första Tessalonikerbrevet
  - Andra Tessalonikerbrevet
  - Första Timotheosbrevet
  - Andra Timotheosbrevet
  - Titusbrevet
  - Filemonbrevet
  - Hebreerbrevet
  - Jakobs brev
  - Första Petrusbrevet
  - Andra Petrusbrevet
  - Första Johannesbrevet
  - Andra Johannesbrevet
  - Tredje Johannesbrevet
  - Judasbrevet
  - Uppenbarelseboken

Böcker unika för den katolska kanon (Deuterokanoniska böcker):
- Tobit
- Judit
- Tillägg till Esters bok
- Vishetens bok
- Sirach (Ecclesiasticus)
- Baruk
- Brevet till Jeremia (som del av Baruk)
- Tillägg till Daniel:
  - Sions sång
  - Susanna
  - Bel och draken
- 1 Mackabeerboken
- 2 Mackabeerboken

### Bibeltolkning

#### Romersk-katolsk tolkning
Under antiken utvecklades två skolor inom bibeltolkning i Alexandria och Antiochia. Alexandrinsk tolkning, exemplifierad av Origenes, tenderade att läsa Skriften allegoriskt, medan antiokensk tolkning höll fast i en bokstavstrogen bemärkelse. De menade att andra betydelser (theoria) inte kunde accepteras om de inte baserades på en bokstavlig betydelse.
Romersk-katolsk teologi skiljer på två bemärkelser av den heliga skriften: den bokstavliga och den andliga.

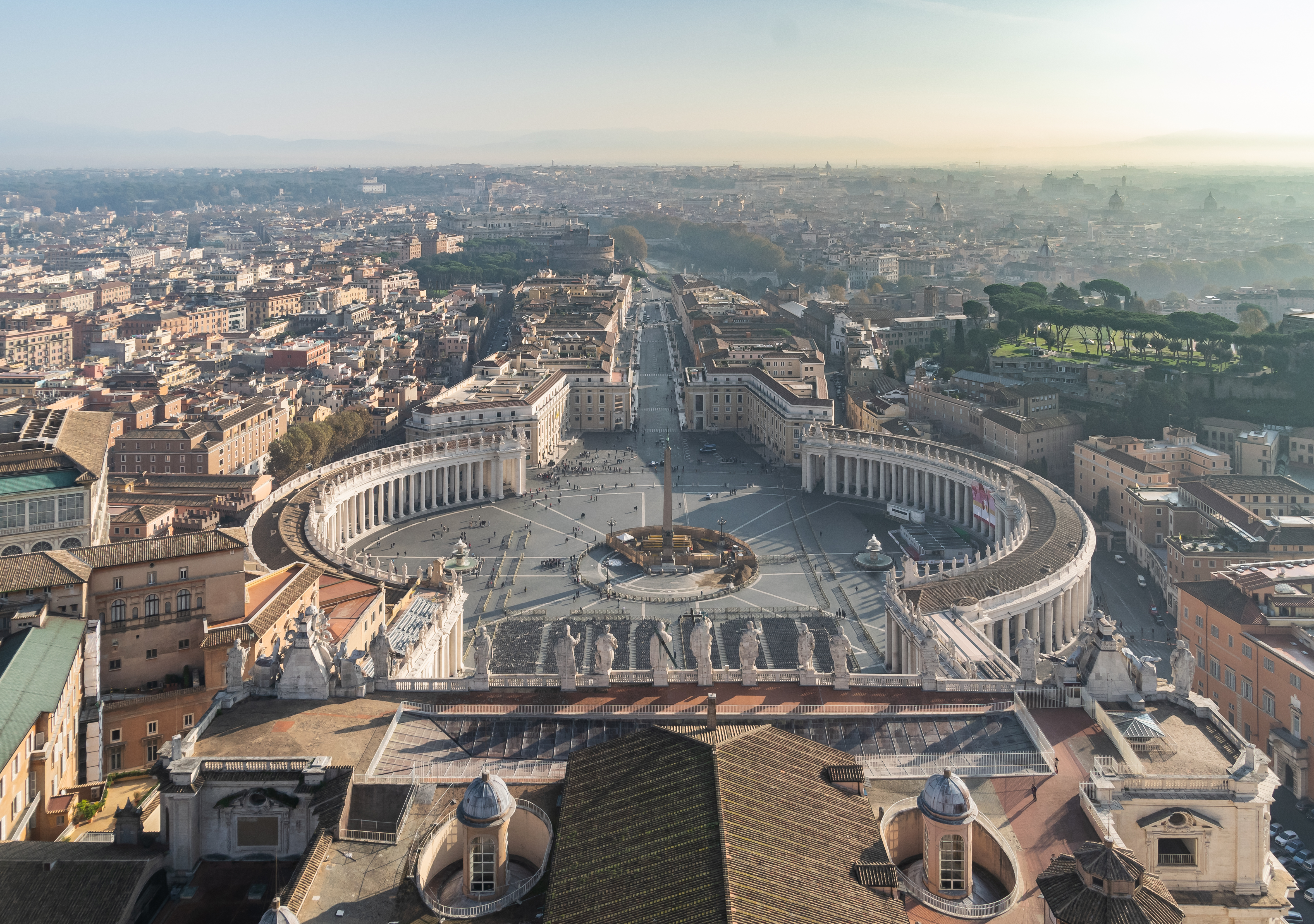
Petersplatsen (Piazza S. Pietro) i Vatikanstaten.

Den bokstavliga bemärkelsen av att förstå skriften syftar till innebörden förmedlad genom skriftens ord. Den andliga bemärkelsen är underindelad i:
- den allegoriska bemärkelsen, vilken inkluderar typologi. Ett exempel är att delandet av Röda Havet kan förstås som ett "tecken" på dopet;
- den moraliska bemärkelsen, som förstår att skriften innehåller vissa etiska läror;
- den mystiska bemärkelsen, vilken behandlar eskatologi, evighet och världens undergång (fullbordande).

Rörande bibeltolkning och att följa reglerna för förnuftig tolkning, anser Romersk-katolsk teologi:
- föreläggandet att alla andra bemärkelser av den heliga skriften baseras på den bokstavliga[38];
- att evangeliernas historicitet måste anses fullständigt och konstant;
- att skriften måste läsas inom den "levande traditionen av hela Kyrkan"[39] och
- att uppgiften att tolka skriften har överlämnats till biskoparna i samfundet med Petri efterträdare, Biskopen av Rom.

#### Protestantisk tolkning

##### Läromässig klarhet
Protestantiska kristna tror att Bibeln är en självtillräcklig uppenbarelse, den yttersta instans mot vilken alla kristna läror måste prövas, och innehållande all sanning nödvändig för frälsning. Detta koncept är känt som Sola Scriptura. Protestanter tror karaktäristiskt att vanliga troende kan få en fullvärdig förståelse för Skriften eftersom den är klar (eller "åskådlig") med Den Helige Andes hjälp. Martin Luther trodde att Skriften utan Guds hjälp skulle "inlindas i mörker". Han förespråkade "en bestämd och enkel förståelse av Skriften". Jean Calvin skrev: "Alla som … följer Den Helige Andes vägledning, finner i Skriften ett klart ljus".

##### Historisk-grammatisk metod
Protestanter understryker generellt meningen förmedlad genom Skriftens ord med den historisk-grammatiska metoden. Den historisk-grammatiska metoden är en metod inom biblisk hermeneutik för att försöka finna den avsedda, ursprungliga meningen i texten. Den ursprungliga passagen tros bara innehålla en enda mening eller bemärkelse. Metoden kallas historisk för att man tänker sig att texten hänvisar till verkliga, avgränsade och sammankopplade historiska händelser som behöver accepteras innan en texttolkning fortsätter. Det grammatiska ledet hänvisar till att metoden använder språket på samma sätt i tolkningen som i andra, mer vardagliga sammanhang. Detta kan kontrasteras mot vissa hermeneutiska metoder som har tolkat in avancerade bilder och allegorier i texten.
Vissa protestantiska bibeltolkare använder sig av typologi.

## Trosbekännelse

### Nicaenska trosbekännelsen
Den nicaenska (nicenska) trosbekännelsen – också kallad Credo, eftersom den på latin inleds med detta ord – är, sånär som på två ord, gemensam för både västliga och östliga kyrkor. Trosbekännelsen, som antogs vid det första konciliet i Konstantinopel 381 heter egentligen den nicaeno-konstantinopolitanska trosbekännelsen och är i västkyrklig tradition en av de tre ekumeniska trosbekännelserna.
Formulering

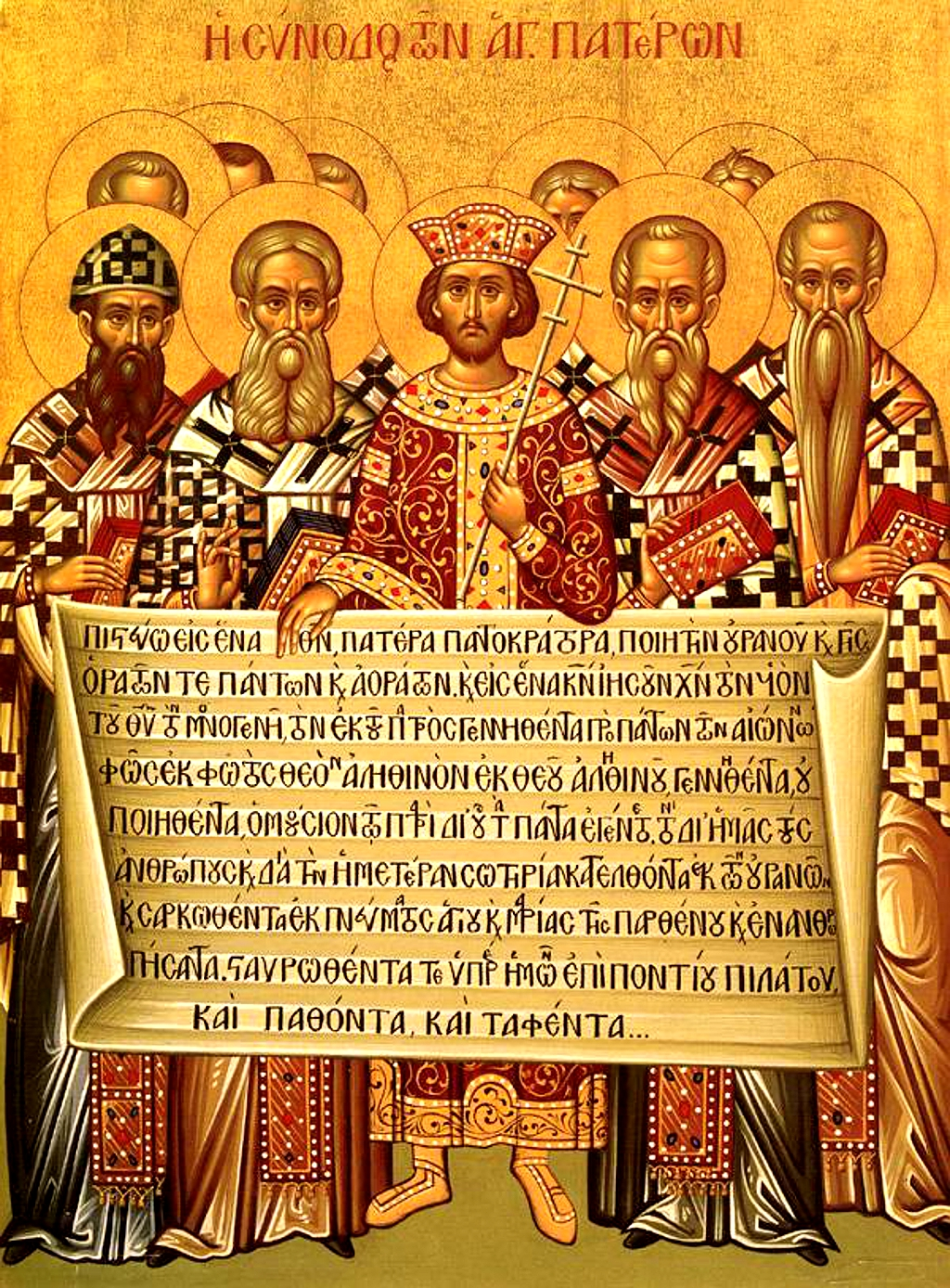
Ikon föreställande första konciliet i Nicaea.

1. Jag tror på en enda Gud, allsmäktig Fader, skapare av himmel och jord, av allt vad synligt och osynligt är;
2. och på en enda Herre, Jesus Kristus, Guds enfödde Son, född av Fadern före all tid, (Gud av Gud,) ljus av ljus, sann Gud av sann Gud, född och icke skapad, av samma väsen som Fadern, på honom genom vilken allting är skapat; som för oss människor och för vår salighets skull har stigit ned från himmelen och tagit mandom genom den Helige Ande av jungfrun Maria och blivit människa; som ock har blivit för oss korsfäst under Pontius Pilatus, lidit och blivit begraven; som på tredje dagen har uppstått, efter skrifterna, och stigit upp till himmelen och sitter på Faderns högra sida; därifrån igenkommande i härlighet till att döma levande och döda, på vilkens rike icke skall varda någon ände;
3. och på den helige Ande, Herren och livgivaren, som utgår av Fadern (och Sonen), på honom som tillika med Fadern och Sonen tillbedes och äras och som har talat genom profeterna; och på en enda, helig, allmännelig/katolsk och apostolisk kyrka. Jag bekänner ett enda dop, till syndernas förlåtelse, och förväntar de dödas uppståndelse och den tillkommande världens liv. Amen.

Se även den apostoliska och Athanasianska trosbekännelsen.

### Eskatologi
Eskatologi är läran om de yttersta tingen, inom kristendomens teologi i princip detsamma som den mest berömda apokalypsen (uppenbarelsen): Bibelns sista bok, Johannes uppenbarelse om Jesu makt vid dennes återkomst och om hur detta sker, om fullbordandet av Guds rike och om världens undergång och förnyelse.

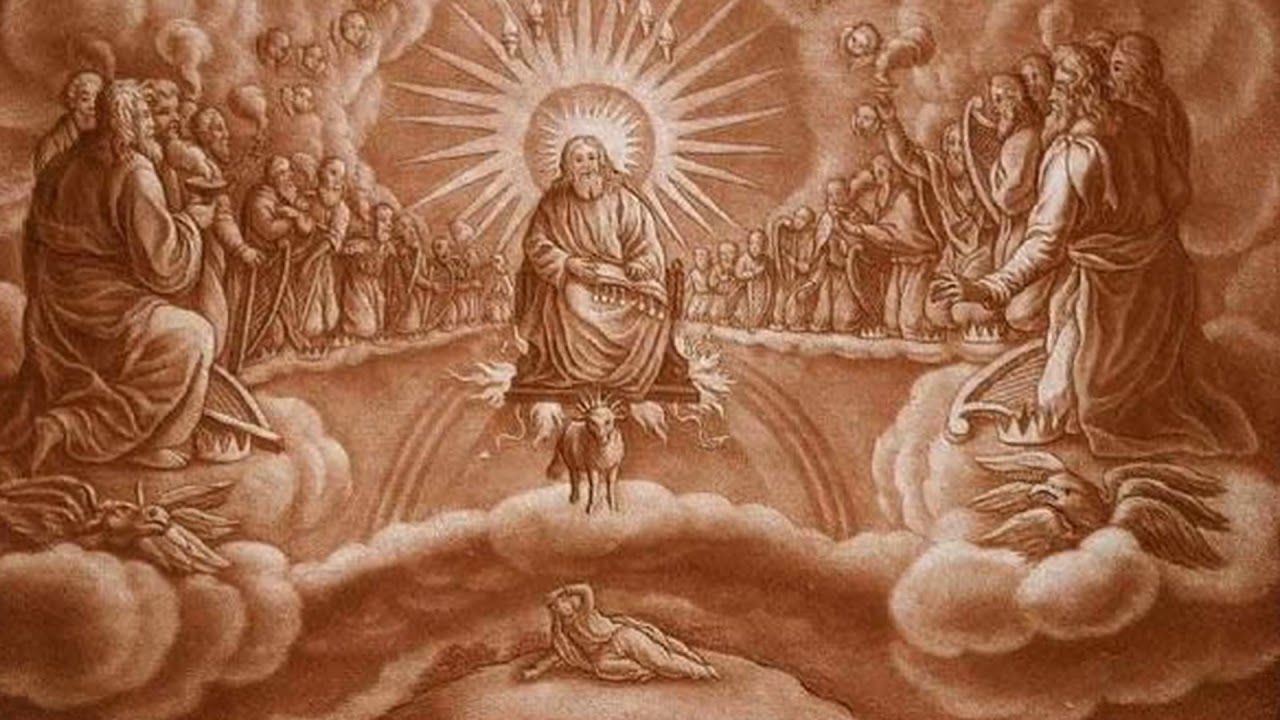
Boken med de sju sigillen och de sju gyllene ljusstakarna, symboler från Uppenbarelseboken som representerar Guds dom och de sju församlingarna i den yttersta tiden

Inom kristendomen är Uppenbarelseboken i Nya Testamentet det mest kända eskatologiska resonemanget. I denna beskrivs Guds slutgiltiga seger över Ondskan, världens förnyelse och Ondskans motstånd före Guds dom. Uppenbarelseboken använder en mängd symboler, som t.ex. Vilddjurets tal, "666". Eskatologisk undervisning finns även i evangelierna, där Jesus undervisar om sin återkomst vid historiens slut (se Matteusevangeliet 24–25; Markusevangeliet 13; Lukasevangeliet 21), och i Nya testamentets brev (exempelvis 1 Thessalonikerbrevet 4–5; 2 Thessalonikerbrevet 2; 2 Petrusbrevet 3). Gemensamt för Nya testamentets syn är att "den yttersta tiden" börjar med Jesu första ankomst, och att detta är Jesu egen undervisning. När han förkunnar att "Guds rike är nära" (Mark 1:15), syftar Jesus bland annat på att tiden inom kort är inne för Guds ingripande i världens historia. Från Nya testamentets perspektiv är allt som händer efter Jesu liv och död en del av "den yttersta tiden". Många trodde att Jesus skulle återvända år 1000 e.Kr. och jordbrukare avstod därför från att så sitt utsäde våren detta år eftersom de inte skulle behöva äta någon skörd den kommande vintern eftersom alla människor ändå skulle vara borta, dömda till himmel eller helvete.
Kristna rörelser ägnar sig i varierande grad åt eskatologi. Fenomenet är kanske mest utmärkande för stora delar av pingströrelsen, sjundedagsadventisterna och andra frikyrkor. Särskilt de nya, så kallade karismatiska kyrkorna och de något äldre trosrörelserna Jehovas vittnen och Jesu Kristi kyrka av sista dagars heliga (mormonerna) anses ha ett starkt eskatologiskt fokus.

## Liturgi

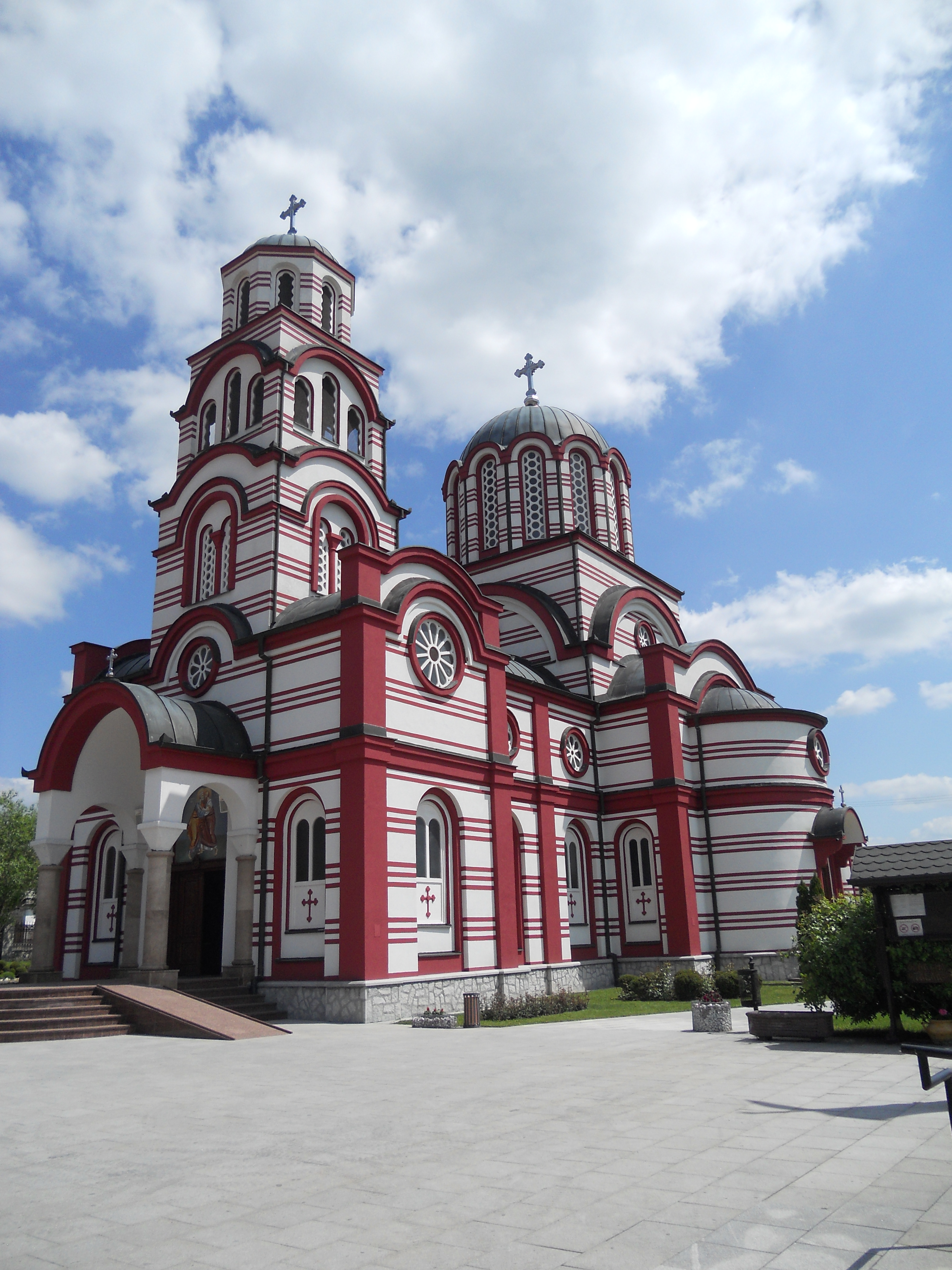
Heliga apostlarna Petrus och Paulus kyrka i Aranđelovac, Serbien.

Kristen gudstjänst kan vara av flera slag, och sönderfaller till att börja med i en grupp regelbundna gudstjänster och en grupp tillfälliga gudstjänster. Beroende på trossamfund understryks i gudstjänsten antingen läsningarna ur skriften och undervisningen av församlingen eller gudstjänstens karaktär av tillbedjan av Gud.

### Eukaristifirandet
Till de regelbundna gudstjänsterna räknas eukaristifirandet, som även (i skiftande miljöer) kallas för Herrens måltid, mässan, nattvarden eller den gudomliga liturgin. Den har en stark ställning inom kristendomen och är delvis en fortsättning av den judiska synagogsgudstjänsten med inslag från den judiska tempelkulten. I de flesta trossamfund eller kyrkor leds eukaristin av en präst eller pastor. I romersk-katolska kyrkan, de ortodoxa kyrkorna, de gammalkatolska kyrkorna och många anglikanska kyrkor utgörs höjdpunkten av mässoffret och kommunionen. Eukaristifirandet brukar bestå av en inledning (vars utformning varierar kraftigt mellan olika trossamfund), en del bestående av bibelläsningar (ofta tre stycken), ett frambärande av brödet och vinet, en eukaristibön som vanligtvis innehåller tacksägelse, Instiftelseorden och Epikles (bön om Anden), följd av brytande av det invigda brödet, utdelande av sakramentet, en tackbön och en utsändning. Det är brukligt att sånger, förböner, Nicaenska trosbekännelsen (i några västliga trossamfund Apostoliska trosbekännelsen) och Herrens bön förekommer någon gång under eukaristifirandets lopp, men deras exakta placeringar har varierat avsevärt under historiens gång, och deras placeringar varierar mellan olika kristna trossamfund. Valet av sånger varierar också kraftigt, både mellan trossamfund och inom trossamfund. I de östligt ortodoxa och orientaliska kyrkorna är valet av sånger för varje dag detaljerat föreskrivna i gudstjänstböckerna, och får inte variera lokalt.
I den romersk-katolska kyrkan, och i många gammalkatolska och anglikanska församlingar, firas eukaristin varje dag. I östligt ortodoxa församlingar och många anglikanska församlingar firas eukaristin både på söndagar och på helgondagar med större högtidlighetsgrad, men i östligt ortodoxa kloster firas eukaristin varje dag. I övriga kristna trossamfund varierar eukaristifirandets frekvens avsevärt.

### Morgonböner, aftonböner och dylikt
En annan typ av regelbunden gudstjänst är det dagliga officiet (Tidegärd), som består av ett antal bönegudstjänster som firas varje dag i högtidlig form offentligt, i förenklad form i en smågrupp eller beds enskilt, allt efter omständigheterna. Psaltaren, en judisk bönbok som finns i både den hebreiska bibeln och i den kristna bibeln, utgör en viktig del av officiet, även om officiets exakta struktur varierar kraftigt mellan olika kyrkofamiljer. I orientaliska kyrkor och i anglikanska kyrkor är ottesången och aftonsången viktigast. Romersk-katolska kyrkan och de östligt ortodoxa kyrkorna firar upp till 7–8 tideböner per dygn, men detta sker vanligtvis endast i klostren. Det kan däremot förekomma att laudes (morgonbön) och vesper (aftonsång) firas i vanliga församlingar. I Svenska kyrkan firas officiets gudstjänster främst på retreatgårdar och andra kyrkliga kursgårdar, men undantagsvis kan laudes och completorium (som sedan 2005 finns i Den svenska psalmboken) förekomma som församlingsgudstjänst. I den engelskspråkiga världen har officiet länge påverkat mainstream-frikyrklighetens gudstjänstliv, p.g.a. anglikanskt och metodistiskt inflytande, och omvandlats till en predikogudstjänst. I den svenska frikyrkliga världen (utanför metodistkyrkan) var officiet länge ovanligt, men sedan 1990-talets början har officiets popularitet ökat inom svensk frikyrklighet, bland annat under inflytande av den ekumeniska retreatgården i Bjärka-Säby.

### Förbönsgudstjänster
I åtminstone några kristna trossamfund utgör gudstjänster präglade av förbön en del av det regelbundna gudstjänstlivet. Östligt ortodoxa kyrkor firar några slags förbönsgudstjänster som kallas moleben och panychida. I den medeltida västkyrka i vilken dagens romersk-katolska kyrka, anglikanska kyrkor och evangelisk-lutherska kyrkor har sina rötter, bads litanian flera gånger i veckan – i vissa stift dagligen. Anglikanska kyrkor firar sedan 1549 traditionellt en litaniegudstjänst på söndagar (före eukaristifirandet), onsdagar och fredagar (efter ottesången), men den nutida efterlevnaden av denna anvisning varierar kraftigt beroende på församlingarnas lokala traditioner. I den romersk-katolska kyrkan och Svenska kyrkan har bruket av litanian med tiden inskränkts till vissa delar av kyrkoåret: Fastetiden för Svenska kyrkans del och påsknatten för romersk-katolsk del. I den romersk-katolska kyrkan används vid sidan av denna allhelgonalitania även fem andra litanior offentligt, men frekvensen av detta bruk varierar avsevärt. I några frikyrkor och i andra karismatiska miljöer förekommer förbönsgudstjänster med möjlighet till enskild förbön. En läkegudstjänst med förbön för sjuka förekommer inom Liberala katolska kyrkan.

### Söndagen
Söndagen har ett viktigt symbolvärde för kristna, eftersom uppståndelsen anses ha ägt rum på en söndag. Det skildras i Apostlagärningarna 20:7 hur den urkyrkliga församlingen i Troas firade eukaristin på söndagar, och under de första 1500 åren var detta allmänt förekommande bland kristna. I evangelisk-lutherska och reformerta kyrkor infördes på 1500-talet ett förbud mot eukaristifirande utan kommunikanter, men däremot behöll man de medeltida kraven på noggrann förberedelse inför mottagandet av sakramentet. Effekten av detta förhållningssätt blev en minskad frekvens av eukaristifirande. För att inte söndagen skulle bli gudstjänstlös, införde dessa kyrkor anvisningar för hur predikogudstjänster skulle firas i eukaristins ställe. Dessa predikogudstjänster övertogs av baptistsamfunden och de yngre frikyrkorna. Den assyriska kyrkofamiljen, de östortodoxa, orientaliskt ortodoxa kyrkorna och romersk-katolska kyrkan har alltid fortsatt att fira mässa på söndagar. Sådana distinkta drag i gudstjänstlivet, som förr gjorde att man kunde igenkänna västkristna kyrkofamiljer på deras respektive sätt att fira gudstjänst, har emellertid sedan 1960-talet börjat suddas ut, och idag kan skillnaderna vara större inom ett trossamfund än mellan respektive trossamfund och andra.

#### Anglikaners och metodisters söndag
Under en mellantid växte officiets betydelse på eukaristins bekostnad, även på söndagar, i anglikanska och metodistiska miljöer, men denna utvecklingslinje vände i anglikanska kyrkor på 1830-talet. Eukaristi varje söndag är numera normen i anglikanska kyrkor. Utformningen av eukaristin kan variera avsevärt mellan olika anglikanska lokalförsamlingar: Från en läst kommunionsgudstjänst i 1600-talsstil ledd av präst i kassock och röcklin i en konservativ evangelikal församling, via en sjungen eukaristi enligt nutida gudstjänstböcker ledd av präst i alba och mässhake i bredkyrkliga församlingar, till en anglokatolsk mässa med rikt ceremoniel enligt en gudstjänstordning som i skiftande utsträckning berikats med böner hämtade ur medeltida engelska mässordningar eller ur det nutida romerska missalet. I allmänhet är körsång av stor betydelse i anglikanskt gudstjänstliv, bland annat genom att kören sjunger stämmor som kompletterar församlingssångens melodistämma. Många anglikanska församlingar firar dessutom en kvällsgudstjänst på söndagar, men denna är inte alltid längre utformad som aftonsång. Den metodistiska söndagsgudstjänsten (som utformades av John Wesley) är en förenkling av den anglikanska ottesången.

#### Lutheraners huvudgudstjänster
Till skillnad från anglikanerna, som lät officiet utgöra sin nattvardslösa gudstjänst, och de reformerta, som skrev nya nattvardslösa gudstjänster, baserade lutheranerna sina predikogudstjänster på den traditionella mässans första två delar: Inledningen och ordets gudstjänst. Denna struktur användes informellt i Svenska kyrkan sedan 1572, men formaliserades inte förrän 1811, då en ny kyrkohandbok trädde i kraft. Den svenska kyrkohandboken reviderades 1894, 1942 och 1986. Svenska kyrkan kallar sex av sina gudstjänstformer för huvudgudstjänster. Dessa är: Högmässa, söndagsmässa, familjemässa (som är tre former av eukaristifirande), högmässogudstjänst, söndagsgudstjänst och familjegudstjänst (som är nattvardslösa gudstjänster, vars resp. inledningar liknar de tre ovannämnda mässformernas). Under vardagarna kan veckomässa (en förenklad eukaristi) förekomma. Sedan 1960-talet förekommer även andra musikinstrument vid sidan av orgel i evangelisk-lutherskt gudstjänstliv, bland annat piano, flygel och gitarr.

#### Den reformerta söndagen
Reformerta kyrkor kan numera vara mycket olika varandra vad gäller frekvensen av eukaristifirandet. Inte heller var predikogudstjänstens utformning likadan i Schweiz (I Calvins gudstjänstordning utgjorde de tio budorden en söndagligen återkommande sång i gudstjänstens början), Skottland (som genom John Knox 1564 antog gudstjänstboken Common Order) och England (tre långa improviserade böner åtskilda av bibelläsning och predikan, enligt Westminsterdirektoriet 1645) ens på 1600-talet. Under 1700- och 1800-talen var reformert kristna djupt splittrade över frågan om det var tillåtet att sjunga några andra sånger än psaltarpsalmer. Den engelske kongregationalisten Isaac Watts populariserade på 1700-talet nyskrivna sånger, men i Skottland var de länge förbjudna. Medan franska hugenotter redan på 1700-talet insisterade på en fast föreskriven liturgisk ordning med vissa kyrkoårsvariationer, tenderade nordamerikanska reformerta vid samma tid att övergå till en improviserad gudstjänstform i form av väckelsemöte. Engelskt reformert gudstjänstliv splittrades under 1700-talet, så att några grupper höll fast vid 1645 års Westminsterdirektorium, medan andra valde att bearbeta den anglikanska ottesången, och ytterligare andra institutionaliserade väckelsemötets form. Under inflytande av Mercersburg-teologin på 1800-talet och Kommuniteten i Taizé på 1900-talet har somliga, men långt ifrån alla, reformerta kyrkor tagit för vana att åter fira eukaristi varje söndag. I skotska och nordamerikanska reformerta miljöer förekom fram till 1800-talets slut en misstro mot musikinstrument, eftersom de nytestamentliga breven inte nämner orglar. Den första reformerta kyrkorgeln i Skottland installerades på 1790-talet under stark kritik från omgivningen. Sedan mitten av 1900-talet är dock musikinstrument okontroversiella bland de flesta reformerta, och den berömda Iona Community har populariserat modern kyrkomusik. I karismatiska miljöer förekommer ofta att söndagens predikogudstjänst utformas på ett konsert-liknande sätt med populärmusik. I reformerta miljöer har söndagen ofta övertagit drag från den judiska sabbaten, så att man länge har sett med ogillande på exempelvis hushållsarbete, nöjen och rekreation på söndagar. Detta synsätt har uppmjukats under de senaste decennierna.

#### Ovanliga trossamfunds huvudgudstjänster
Frälsningsarmén och kväkarna skiljer sig från andra kristna trossamfund på så sätt att de aldrig firar vare sig dop eller eukaristi. Frälsningsarméns gudstjänst på söndagar kallas för helgelsemöte, och präglas av musik. Vid en tidpunkt då andra trossamfund nästan uteslutande använde orgel, var Frälsningsarmén på 1800-talet nydanande och originell genom sitt bruk av bleckblås och stränginstrument. Kväkarnas kväkarandakt äger rum helt i tystnad. Sjundedagsadventisterna, och ett fåtal andra trossamfund i världen, skiljer sig från andra kristna trossamfund genom att fira veckans huvudgudstjänst på lördagen istället för söndagen, därför att de anser att det judiska sabbatsbudet även åligger kristna av icke-judisk bakgrund.

### Tillfälliga gudstjänster
Till de tillfälliga gudstjänsterna hör bland annat dopgudstjänst, vigselgudstjänst, ordination till uppdragen som diakon, präst/pastor och biskop/föreståndare och begravningsgudstjänst. Många kristna trossamfund firar ibland konfirmationsgudstjänst. Östligt ortodoxa kyrkor firar en mariaandakt som kallas för Akathist. I romersk-katolska kyrkan, gammalkatolska kyrkor och bland många anglikaner förekommer ibland sakramental välsignelse, och i samma trossamfund förekommer en folklig mariaandakt, majandakten, under månaden maj. I sådana trossamfund som har kristna kommuniteter eller kloster utgör avläggandet av kommunitetslöften en gudstjänst som kan firas separat eller infogas i en annan gudstjänst. I kristna miljöer präglade av pietism, evangelikalism eller den karismatiska rörelsen kan väckelsemöten, innehållande känslosam musik, vittnesbörd, bibelläsning, appeller och omvändelseböner, vara ett inte ovanligt komplement till söndagens huvudsakliga gudstjänst.
Många kristna trossamfund har föreskrivna gudstjänstordningar även för sådan bön som äger rum med endast präst och en konfident närvarande vid själavård (eller med en grupp anhöriga): Bikt, sjukbesök, De sjukas smörjelse, sjukkommunion, sockenbud eller viaticum, vaka vid en döendes bädd, anförtroende av själen till Gud (commendatio), utfärdsbön, bisättning, visningsgudstjänst, likvaka och parentation.

### Sakrament
Med begreppet sakrament betecknas kristendomens mest centrala heliga handlingar. Termen myntades tidigt av västkristna teologer, då ordet sakrament (latin sacramentum “edgång”) fick tjäna som översättning av det grekiska mysterion, “hemlighet”, som återfinns i Nya Testamentet. Detta är också bakgrunden till att sakramenten kallas mysterier i de ortodoxa kyrkorna.
Enligt romersk-katolsk och ortodox teologi efterlämnade Jesus åt den kyrka han grundat dels den kristna uppenbarelsen (läran), dels nådemedel (sakramenten). Sakramentet är en helig handling som genom att symboliskt gestalta nådens verkan på ett hemlighetsfullt sätt förmedlar denna nåd till människorna. Så till exempel dopets vatten (vattnet är ett ämne som renar) som symboliserar nådens renande från synd och därigenom åstadkommer denna verkan. De olika protestantiska samfunden ansluter sig i skiftande grad till denna definition.
I Romersk-katolska kyrkan och de ortodoxa kyrkorna är sakramenten till antalet sju: dopet, konfirmationen, bikten, äktenskapet, de sjukas smörjelse (även kallad sista smörjelsen), prästvigningen samt eukaristin (intimt förbunden med mässan). De ortodoxa kyrkorna, som inte skiljer mellan sakrament och sakramentalier, kan dock ibland räkna även sakramentalierna (i synnerhet klosterlöftena och begravningsgudstjänsten)  till sakramenten.
Anglikanska kyrkor skiljer mellan de två stora sakramenten och de fem små sakramenten.
Genom att anta läroskriften Augsburgska bekännelsens apologi (artikel XIII) byggde de evangelisk-lutherska kyrkorna in flera olika, samexisterande, sakramentsdefinitioner i sin lära: Vi anse det icke heller vara av någon större betydelse, om några för undervisningens skull räkna på ett sätt, andra på ett annat, blott man bevarar det i Skriften meddelade. (...) Sakrament i egentlig mening äro sålunda dopet, Herrens nattvard och avlösningen eller botens sakrament. Lutherska sakrament kan därför vara två, tre, fem, sju, tio eller flera, beroende på vilken av Apologins definitioner som används.
De reformerta och baptistiska samfunden erkänner vanligtvis bara två sakrament – med olika definitioner och varianter av dem. I bland annat pingstkyrkan beskrivs således dopet inte som ett sakrament utan som en trosbekännelse.

### Liturgisk kalender
Romerska katoliker, anglikaner, östortodoxa kristna och traditionella protestantiska församlingar formar gudstjänsten kring en liturgisk kalender. Gemensamt är firandet av varje söndag, Herrens dag, till åminnelse av Jesu uppståndelse. Kalendern anger religiösa högtider (långt ifrån alltid på en ledig dag) till minne av någon händelse i Jesu eller något helgons liv, högtidernas relativa högtidlighetsgrad, perioder av fasta såsom fastetiden, och andra fromma evenemang.
De viktigaste högtiderna är julen (som firas till åminnelse av Jesu födelse), Epifania (som ursprungligen ihågkommer Jesu uppenbarelse genom hans födelse, dop och underverk), den flera dagar långa påsken (som firas för att minnas Jesu död och uppståndelse), Kristi himmelsfärdsdag och pingsten (som firas för att minnas den första gång då lärjungarna fick del av den Helige Ande, vilket ledde fram till Kyrkans framträdande). Både julen och påsken föregås av en flera veckor lång fastetid: Advent före jul och Påskfastan före påsk.
Inom många västkyrkor (men inte östkyrkor) förekommer Askonsdagen (som inleder fastetiden före påsk), den helige Mikaels dag i september och Alla helgons dag i november. Inom ett fåtal västkyrkor firas Corpus Christi (som tacksägelse för altarets sakrament och Jesu kroppsliga närvaro i sakramentet). Både Romersk-katolska kyrkan, gammalkatolska kyrkor, anglikanska kyrkor och Östortodoxa kyrkan firar apostlarnas minnesdagar och mariadagar (något som även skedde i Svenska kyrkan före 1772). Den svenska Tacksägelsedagen och den nordamerikanska högtiden Thanksgiving är inte av samma historiska ursprung.
Ett stort antal trossamfund, med relativt litet medlemsantal, använder sig inte alls av en liturgisk kalender. I dessa miljöer anses söndagen vara den enda kristna högtidsdagen: Julen, Skärtorsdagen, Långfredagen och Kristi himmelsfärds dag firas inte, därför att de inte infaller på en söndag. Denna inställning till högtider vid sidan av söndagen mjukades upp i baptistiska miljöer under 1800-talets lopp, och inom skotsk presbyterianism så sent som på 1960-talet, men präglar fortfarande små trossamfund med rötter i engelskspråkig reformert eller baptistisk kristendom, framför allt i USA. Jehovas vittnen har vidarefört denna traditionellt reformerta negativa inställning till firande av Jesu födelse.

### Symbolik
Korset är en kristen symbol för religionens grundare, Jesus från Nasaret, vilken enligt Bibeln skall ha avrättats genom att bli korsfäst på Golgata i Jerusalem av den romerska ockupationsmakten på begäran av Sanhedrin. Även flera andra av kristendomens ledare, bland andra Petrus, skall ha blivit korsfästa.

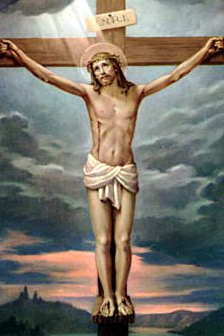
Jesu korsfästelse.

En Ikon, av grekiskans εικων, eikon – "bild", är en helig avbildning inom den ortodoxa kyrkan, vanligtvis i form av en på trä målad bild, men andra media såsom mosaik, textilier och även skulpturer förekommer. Ofta framställs Madonnan med Jesusbarnet. Avbildningen betraktas inte bara som en ren illustration utan utgör en del av det religiösa budskapet och uppfattas ofta som en fysisk manifestation av det den representerar. I de ortodoxa kyrkorna sitter ikoner uppsatta på ikonostasen, och i hemmen kan man finna familjeikoner samlade i en speciell rumshörna, ett "fönster mot himlen" eller "vackra hörnet", tillsammans med en brinnande oljelampa.

## Historia
Den kristna religionens, församlingslivets och kyrkliga organisationens historiska utveckling kallas traditionellt kyrkohistoria.

### Urkyrkan och kyrkomötena
Kristendomen uppstod ur judendomen under första århundradet e.Kr. Till en början betraktades kristendomen som en liten gren inom judendomen. Den nya tron spred sig dock snabbt kring Medelhavet även bland icke-judar tack vare flitig mission, bland annat av aposteln Paulus. Redan tidigt bestod urförsamlingen i Jerusalem av både arameisktalande och grekisktalande judar. Den heliga gravens kyrka i Jerusalem finns skriftligt omnämnd på 300-talet, men det var då en väl etablerad tradition att anse att detta var platsen för Jesu grav. Den första biskopen över församlingen där var aposteln Jakob.
På grund av förföljelser och krig lämnade många kristna Palestina och flyttade till andra delar av det romerska riket, bland annat till Antiochia, där patriarken sedan dess räknar apostolisk succession från Petrus som skall ha fört kristendomen till staden. Enligt Apostlagärningarna var det där som den nya trons bekännare började kallas för kristna (efter Kristus).

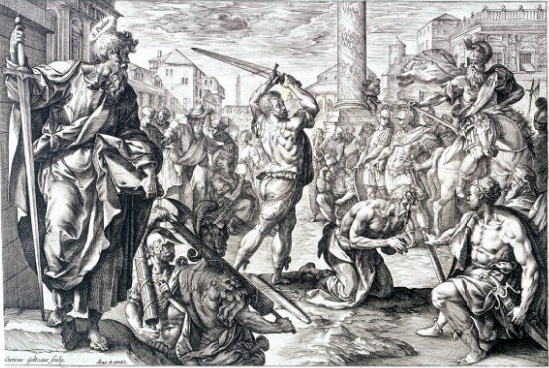
Paulus martyrdöd.

Mindre Asien (nuvarande Turkiet) övertog snart tillsammans med Syrien rollen som kristendomens kärnområden. Kristendomen spreds västerut och nådde snart rikets huvudstad Rom. Dit sändes även Petrus som anses ha blivit den romerska församlingens förste ledare (biskop), vilket är grunden till dagens påveämbete. Aposteln Markus begav sig enligt traditionen till Alexandria, och grundade den Koptiska kyrkan. Det är möjligt att Filippos kristnade Kush. Andreas skall ha kristnat Konstantinopel och predikat längs Svarta havet. Tomas skall ha grundat de Tomaskristnas kyrka i Indien och Österns assyriska kyrka. Judas Taddeus förde kristendomen till Armenien omkring år 40, vars urförsamling ligger till grund för Armeniska apostoliska kyrkan.
På 90-talet e.Kr. skedde en definitiv brytning mellan judendom och kristendom. De kristna slutade att delta i judarnas gudstjänster och romarna insåg skillnaden mellan judar och kristna vilket ledde till att de kristna inte längre behandlas med den tolerans som var bruklig mot judarna.
Kristendomen var till en början bred och öppen för tolkningar om bland annat Jesu natur och vilka texter som gällde, och eventuellt hade kvinnor till en början en starkare ställning än efter 200-talet. Efter några århundraden, hetsiga kyrkomöten mellan biskopar med omröstningar i trosfrågor segrade på 300-talet emellertid en riktning, den allmänna eller romersk-katolska, som leds av en påve med säte i Rom utifrån tanken att Jesu lärjunge Petrus var den förste påven i Rom. Man bestämde också vilka texter som skulle tillåtas i Nya testamentet och vilka texter som skulle bannlysas som hädiska.
Under 100-talet byggdes organisationen ut, och varje lokalkyrka blev självständig under en biskop, efter den syriska kyrkans förebild, som hade infört detta system redan strax före år 100. En grupp tidiga teologer, apologeterna, försökte försvara kyrkans tro mot förföljelser och knöt an till tidens filosofi och retorik. Flera grupper bröt med den kristna huvudtraditionen och bildade tidvis framgångsrika avvikande minoritetsriktningar. Bland dem fanns gnosticismen, markionismen och montanismen.
Under 200-talet ökade antalet kristna kraftigt vilket ledde till att de tidigare sporadiska förföljelserna från den romerska staten tilltog i styrka. De svåraste förföljelserna inföll under kejsarna Decius och Diocletianus. Under kejsar Konstantin den store utfärdades år 312–313 det så kallade toleransediktet i Milano. Detta innebar att förföljelsen mot kristna avbröts, och att dessa erhöll religionsfrihet och ökat inflytande. På 380-talet började kristna i romarrikets östra delar förfölja oliktänkande, och rev ner flera tempel. År 391–392 lät Kejsar Theodosius den store, som själv var kristen, avskaffa religionsfriheten och införde kristendomen som enda statsreligion.

#### De sju "stora" kyrkomötena
Vid sidan av ett stort antal små och lokala kyrkomöten (lokalsynoder) som endast hade regional betydelse, samlades under det första kristna årtusendet sju kyrkomöten (även kända som ekumeniska koncilier eller synoder) som i efterhand kommit att betraktas som normerande för alla kristna av både den romersk-katolska kyrkan, den östortodoxa kyrkofamiljen, den gammalkatolska kyrkofamiljen och några anglikaner. De två första av dessa bejakas även av den assyriska kyrkofamiljen. De tre första av dessa bejakas även av den orientaliska kyrkofamiljen. De fyra första av dessa bejakas av alla anglikaner och även av lutherska och reformerta kyrkor.
- År 325 samlades biskopar från hela riket i Nicaea till det första ekumeniska kyrkomötet (även känt som Första konciliet i Nicaea). Avsikten med konciliet var att lösa konflikter i kyrkan i Alexandria rörande frågan om likvärdigheten mellan Treenighetens första och andra personer (Fadern och Sonen). Alexander, biskop i Alexandria, betraktade dem som likvärdiga i polemik mot presbytern Arius, som givit arianismen dess namn. Mötet tog ställning mot arianerna, som lärde att Sonen (Jesus Kristus) var ett skapat väsen, den första och högsta av alla skapade varelser, men inte Gud. Mötet tog ställning för formuleringen att Jesus är "av samma väsen som Fadern". Konciliet var historiskt betydelsefullt eftersom det var det första försöket att uppnå konsensus i den kristna världen genom att sammankalla representanter för alla kyrkoprovinser. Därmed lades grunden för en världskyrka.
- Efter en långvarig och uppslitande efterdebatt, under vilken arianerna tidvis var i majoritet och hade flera kejsares stöd, samlades år 381 i Konstantinopel biskopar till det andra ekumeniska kyrkomötet (även känt som Första konciliet i Konstantinopel). Mötet tog förnyad ställning mot arianerna, och mot makedonierna, som lärde att den helige Ande inte är Gud. Mötet tog ställning för den trosbekännelse som numera, något missvisande, brukar kallas för den nicaenska trosbekännelsen.
- Det tredje ekumeniska kyrkomötet (även känt som konciliet i Efesos) samlades år 431 i staden Efesos. Mötet tog ställning mot nestorianismen, som hävdade att Jesu gudomliga natur och mänskliga natur var två skilda personer. Mötet tog ställning för den lära som Kyrillos av Alexandria försvarade: Att Jesus är en enda person av en enda gudomlig-mänsklig natur. Mötet förstärkte den assyriska kyrkofamiljens isolering från de andra kristna kyrkofamiljerna.
- Det fjärde ekumeniska kyrkomötet (även känt som Konciliet i Chalkedon) samlades år 451 i staden Kalcedon. Mötet tog ställning mot eutykianismen (även känd som monofysitism), som innebar en extremistisk tolkning av vad som hade beslutats vid föregående koncilium: Att Jesu mänskliga natur skulle ha uppgått i den gudomliga naturen på ett sådant sätt att han förlorat sina mänskliga egenskaper. Mötet tog ställning för den förmedlande lära som Leo den store formulerade: Att "Jesu gudomliga natur och mänskliga natur är oupplösligt och oskiljaktigt förenade utan förvandling eller sammanblandning". Under konciliets efterdebatt ansåg somliga, de så kallade miafysiterna, fast de inte sympatiserade med eutykianismen, att Kalcedon-mötets definition i praktiken avvisade Efesos-mötets beslut. Under början av 500-talet, mer än ett halvsekel efter Kalcedon-mötet, ledde detta till en splittring mellan de orientalisk-ortodoxa kyrkorna och de europeiska delarna av den kristna kyrkan.
- Det femte ekumeniska kyrkomötet (även känt som andra konciliet i Konstantinopel) samlades år 553. Det antog den lära som Leontios av Konstantinopel hade formulerat: Att Jesu gudomliga natur och mänskliga natur är förenade i Jesu gudomliga persons väsensenhet. Formuleringen var avsedd att underlätta återförening med de orientaliska kyrkorna.
- Det sjätte ekumeniska kyrkomötet (även känt som tredje konciliet i Konstantinopel) samlades år 680–681. Mötet tog ställning mot monoteletismen (även känd som monoenergismen), det vill säga att Jesus endast skulle ha gudomliga egenskaper (inklusive gudomlig vilja), men inte antagit några mänskliga egenskaper. Mötet tog ställning för den lära som Maximos Bekännaren hade formulerat: Att Jesus hade både gudomliga egenskaper och mänskliga egenskaper (inklusive gudomlig vilja och mänsklig vilja), vilande på resonemanget: "Det som inte har antagits av den gudomliga personen har inte heller återlösts".
- Det sjunde ekumeniska kyrkomötet (även känt som andra konciliet i Nicaea) samlades år 787). Mötet tog ställning mot ikonoklasm (vanvördnad för, och vandalism av, kyrkokonst) och ikonolatri (dyrkan av bilder). Mötet tog ställning för ikonodouli (vördnadsyttringar inför den som avbildas med hjälp av kyrkokonst, exempelvis genom kyssar, bugningar och ljuständning).

Sedan 300-talet var kristendomen statsreligion i Armenien och Etiopien, oberoende av Rom. Guldmynt från riket Aksum, som senare blev Abessinien och därefter Etiopien har från 290-talet kristna kors. Den etiopiska kyrkan har sedan dess behållit den religiösa makten i landet trots muslimska anstormningar och framstötar från katolikerna. En förklaring är att detta afrikanska land aldrig koloniserades och kristendomens koppling till det mäktiga kejsarhuset. Etiopierna hävdar att de har förbundsarken gömd i en kyrka i landet.
En betydande tidig kristen knutpunkt var Nubien som hade biskopssäte i Faras från omkring 500-talet och som verkar ha haft en katedral under tidig medeltid. De romerska provinserna i Nordafrika kristnades av romarna när dessa antagit kristendomen som statsreligion på 300-talet, om vilket basilikan i Cuicul från 411 vittnar, men många nordafrikanskt kristna konverterade senare till islam.

#### Kristendomens utveckling i romerska riket
| Årtal     | Antal kristna i romerska riket |
| --------- | ------------------------------ |
| 30 e.Kr.  | 20                             |
| 60 e.Kr.  | 1,000-1,500                    |
| 100 e.Kr. | 7,000-10,000                   |
| 150 e.Kr. | 30,000-40,000                  |
| 200 e.Kr. | 140,000-160,000                |
| 250 e.Kr. | 600,000-700,000                |
| 300 e.Kr. | 2,500,000-3,500,000            |
| 312 e.Kr. | 3,500,000-4,000,000            |
| 400 e.Kr. | 25,000,000-35,000,000          |

Kristendomens utveckling i romerska riket var mycket långsam till en början men utvecklades stadigt med 30-35% ökning av kristna troende per årtionde. Denna utveckling påskyndades märkbart med införandet av kristendom som statsreligion i det Romerska riket år 312 e.Kr.

### Medeltida kristendom

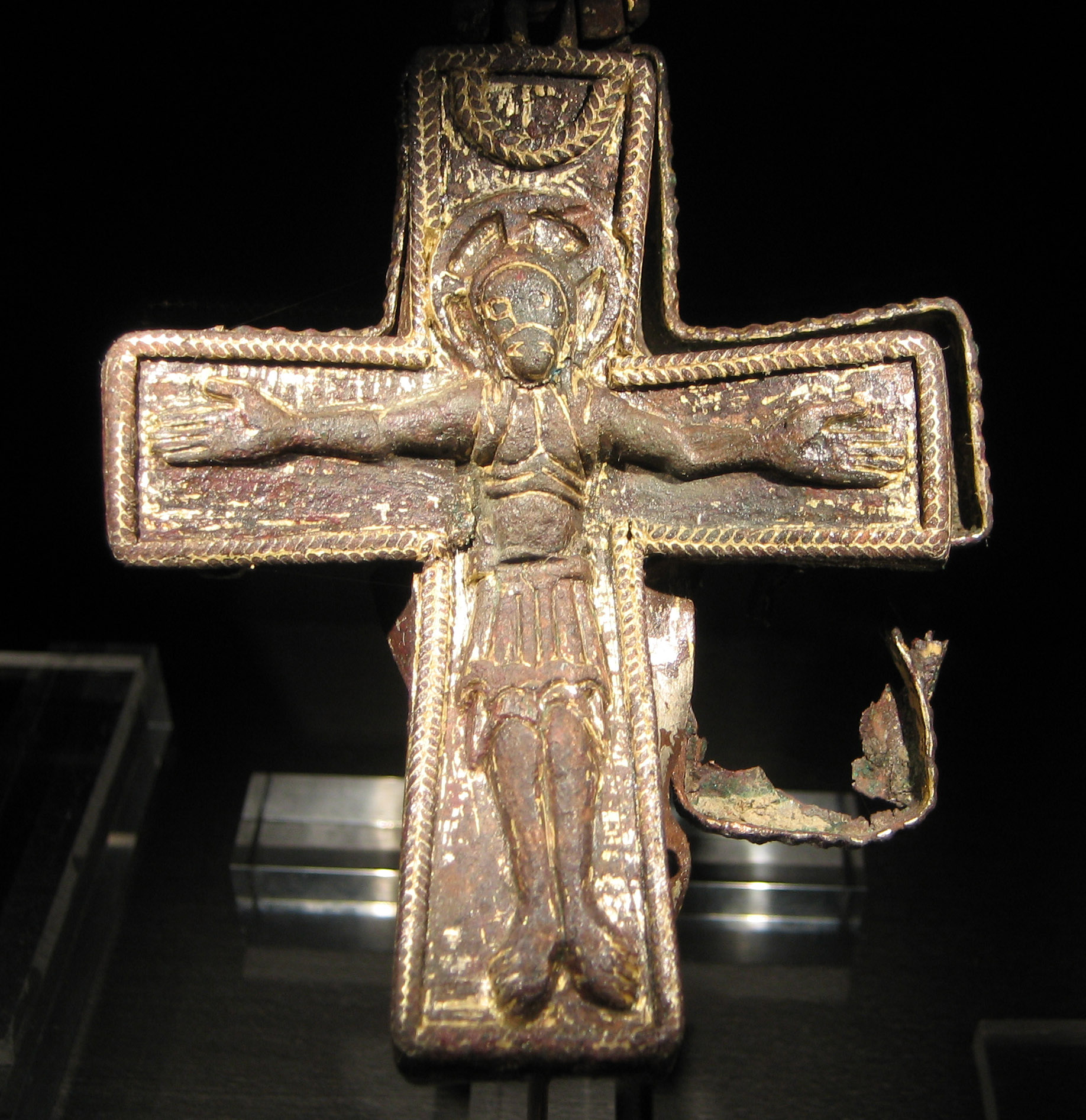
Ett tidigt vikingatida krucifix funnet i Uppåkra utanför Lund i Skåne.

Under slutet av 700-talet bröts det sista organiserade motståndet i de germanska rikena ner av Karl den store. 

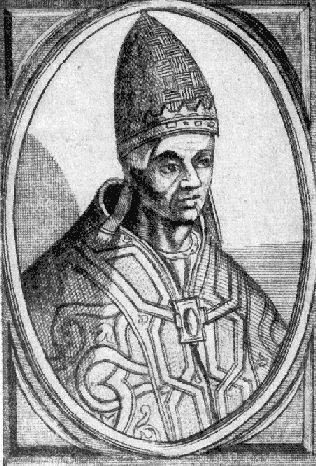
Påve Vitalianus.

Kyrkan före 900- och 1000-talen var en relativt löst sammansatt institution. Det påvliga ämbetet var svagt, i synnerhet under saeculum obscurum, och centralstyret inom kyrkan mycket begränsat. Enskilda kloster och biskopsstolar var autonoma och hade mycket nära samarbete med lokala kungar och godsägare, som de ofta var starkt beroende av. Den teologiska renlärigheten bland kyrkans män var tveksam. Idealet var att kyrkan inte skulle blanda sig i världsliga angelägenheter utan överlåta detta till kejsare, kungar och adel att sköta. Verkligheten var en helt annan; många präster levde inte i celibat, biskopar agerade som världsliga adelsmän och kunde dra ut i strid som suveräna krigsherrar och agera vasaller åt kungar. Påvestolen var under en lång period i händerna på italiensk adel utan större ambitioner att se till det kristna samhällets andliga behov.
Under 900-talet föddes en reaktion mot vad man betecknade som en moralisk förslappning bland de troende. Stora kloster som det i Cluny i dagens Frankrike beredde vägen för en kyrka med större trovärdighet och inflytande som åtnjöt respekt från såväl allmoge som elit.

#### Nordens kristnande
Nordens övergång till kristendomen och Sveriges kristnande var en utdragen process, med skillnader mellan olika landsändar. Den församling Ansgar grundade i Birka på 800-talet blev inte beständig. Västergötland och Danmark inklusive Skåne hade tidigt en växande andel kristen befolkning. Rester av en träkyrka byggd på 800-talet hittades av arkeologer i Varnhem i mitten av nollnolltalet. Olof Skötkonung betraktas traditionellt som Sveriges förste döpte kung som inte återföll från sin tro. Sedan avrättandet av den asatroende kungen Blot-Sven cirka 1087 har Sveriges kungar varit krönta kristna kungar. Mälardalen kan dock ha haft en signifikant icke-kristen befolkningsandel så sent som på 1120- eller 1130-talet.

#### Stora schismen 1054
Den stora schismen 1054 var den händelse som permanent separerade den östliga ortodoxin från den västliga katolicismen. De två kyrkoorganisationerna söndrades doktrinärt, teologiskt, språkligt, politiskt och geografiskt. Trots allt tätare ekumeniska kontakter under 1900-talet kvarstår den fullständiga brytningen dem emellan.
I det romerska riket flyttade kejsaren och den politiska makten från Rom till Konstantinopel, något som medförde förändringar även i det andliga klimatet i riket. Traditionen hade ditintills bjudit att kejsaren skulle ha auktoritet i såväl världsliga som andliga frågor. De som starkast höll fast vid denna princip kom att befinna sig på den ortodoxa sidan i konflikten, medan de som höll fast vid biskopen av Rom (påven), vilken hela tiden varit den främste kyrklige potentaten, kom att befinna sig på den katolska sidan i konflikten. De utlösande faktorerna till schismen (splittringen) var bland annat tillägget av filioque i Nicaenska trosbekännelsen av kyrkan i Rom, bruket av osyrat bröd i den västliga kyrkan, och bruket av syrat bröd i den östliga kyrkan vid utdelandet av Nattvarden samt utnämnandet av patriarken av Konstantinopel till ekumenisk patriark och skillnaderna i utformningen av liturgin.
Schismen ledde till utbytandet av exkommunikationer (att var och en av patriarkerna upphörde att ta emot kommunionen från, och dela ut kommunionen till, den andre, och att de upphörde att be för varandra i den offentliga gudstjänsten) från dels påven Leo IX, dels Michael Keroularios, patriark av Konstantinopel, under året 1054. Det skulle dröja innan denna splittring utvidgades till att gälla även Alexandria-patriarkatet, Antiokia-patriarkatet och Jerusalems-patriarkatet (som följde med Konstantinopel vid splittringen), och under kortare perioder under medeltiden återställdes sakramentsgemenskapen, men schismen tog sin början 1054.

#### Investiturstriden
Dock ledde kyrkans hävdande av sin ställning som en maktfaktor till konflikter med den världsliga makten. Under slutet av 1000-talet och början av 1100-talet ledde detta till en 50 år lång maktkamp mellan påvar å ena sidan och kungar och kejsare å andra sidan. Konflikten har senare fått namnet investiturstriden, och gällde vem som hade rätten att tillsätta kyrkliga ämbeten.

#### Medeltida lärostrider
Under medeltiden räknades varje avvikelse från katolska kyrkans lärosystem som kätteri, men trots detta åtnjöt universiteten och katedralskolorna under 1100-talet avsevärd tankefrihet, vilket bland annat kan iakttas bland förgrundsgestalterna vid katedralskolan i Chartres. Genom intellektuellt utbyte med arabvärlden, återupptäcktes den antika grekiska filosofin, och under 1100-talets lopp ledde översättningar av Aristoteles skrifter till nya ansatser inom den västkristna teologin: Skolastiken. De mest framstående tidiga skolastikerna, som huvudsakligen var verksamma innan översättningen av Aristoteles tagit fart, är Anselm av Canterbury, Pierre Abélard, Hugo av Sankt Victor och Richard av Sankt Victor.
Katarerna i Sydfrankrike och Norditalien utövade en religion som innebar att den materiella världen skulle vara skapad av djävulen, men de betraktade sig som de sanna kristna, och var starkt kyrkokritiska. Valdenserna avvek inte lika kraftigt från den katolska kristendomen, men var kritiska mot kyrkoorganisationens stora jordinnehav och politiska inflytande. Inledningsvis bemöttes rörelserna med dialog och debatt. De i enkelhet levande cistercisensmunkarna fick i uppdrag att samtala med kyrkokritikerna, och ett antal nya inomkyrkliga ordnar, bland annat Franciskanorden och Dominikanorden odlade ett fattigdomsideal som påminde om katarernas och valdensernas.
Den fredliga och dialoginriktade inriktningen förbyttes stegvis under albigenserkriget (1209–1229) och under Gregorius IX:s tid som påve (1227–1241) i en hållning alltmera präglad av tvång och våld. Inkvisitionen växte fram i början av 1230-talet.
Till högskolastikens mest inflytelserika tänkare räknas Albertus Magnus, Thomas av Aquino, Bonaventura och Johannes Duns Scotus. Störst inflytande på eftervärldens vetenskapsteoretiska reflektion hade dock franciskanbrodern William Ockham.
För svenskt vidkommande är 1300-talets mest inflytelserika kristna gestalt den heliga Birgitta, som grundade birgittinorden.
Påvestolens seger över kejsarmakten i investiturstriden på 1000- och 1100-talen, började på 1300-talet att vända. Tänkaren Marsilius av Padua banade väg för det som skulle bli till 1500-talets statskyrkosystem, och det faktum att påvestolen under perioden 1378–1449 hade flera innehavare samtidigt ("motpåvar") undergrävde påveämbetets auktoritet i världsliga makthavares ögon.
Kyrkomötet i Florens och Ferrara sammanträdde under ett stort antal sessioner 1431–1449. Syftet var att återförena Ortodoxa kyrkor med den katolska västkyrkan, men den östkyrklige delegaten Markus av Efesos protesterade på ett sådant sätt, att detta syfte inte uppnåddes, trots att patriarken Josef II av Konstantinopel undertecknade ett återföreningsbeslut. Den mest bestående effekten av Florens-Ferrara-konciliet var istället att göra läran om skärselden till en normerande dogm inom västkyrkan.

### Reformationen

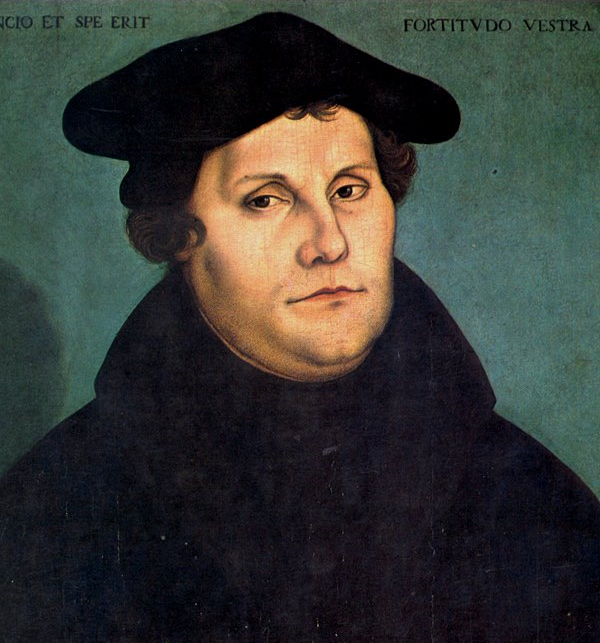
Martin Luther, protestantismens grundare.

Reformationen påbörjades som en process inom kyrkan vars mening var att reformera, ombilda, kyrkan till något modernare och mer tidsenligt. Den började under andra hälften av 1200-talet men nådde sin kulmen först 250 år senare. Det som börjat som något internt hade då förvandlats till en splittring, där delar av den kristna kyrkan brutit helt med påvedömet, men där även Sydeuropas latinska stift hade genomgått stora reformer.
Orsakerna till reformationen är omstridda. Den latinska kyrkan hade på sina håll förfallit, renässanspåvarnas vandel påminde stundtals mera om de världsliga furstarnas än om det för andliga ledare passande. Inte sällan påverkade världsliga intressen biskopsutnämningarna samtidigt som alltför många biskopar begagnade sig av sin ställning för att gynna släkt och vänner.
Både de nordvästeuropeiska reformerna (som skulle leda till ombildning till separata reformatoriska statskyrkor) och de sydeuropeiska reformerna (som ägde rum i fortsatt romersk-katolska stift) präglades av vissa gemensamma förutsättningar och ideal. 
- Under senmedeltiden och renässansen hade det västkristna bönelivet blivit alltmera individualistiskt, känslomässigt och inriktat på att leva sig in i Jesu lidande (Devotio moderna). Denna tendens vidareutvecklades och förstärktes i alla reformrörelserna (möjligtvis i mindre utsträckning bland anglikaner, som gick emot tidsandan genom att göra ottesångs- och aftonsångsfirande i grupp till en angelägenhet för lekfolket).
- Renässanshumanismen innebar ett förnyat intresse för bibelns originalspråk, hebreiska och grekiska.
- Förbättring av prästutbildning och intensifierad lekmannabildning var också två ideal som förenade alla reformrörelserna, oavsett om de fanns i Nordvästeuropa eller Sydeuropa. Den sistnämnda kallas traditionellt – men polemiskt – för "motreformationen", men bör kanske mera neutralt kallas för den tridentinska reformen.
- De ekonomiska och politiska orsakerna var naturligtvis också viktiga. En växande kungamakt såg inte alltid med blida ögon på kyrkomännens (eller för den delen adelns) konkurrerande maktställning. Kungar och furstar kunde genom reformationen (efter Marsilius av Padua statskyrkomodell) övertaga kyrkans rikedomar. Även i de kyrkoprovinser som förblev en del av romersk-katolska kyrkan, stärktes kungamaktens inflytande över kyrkan under 1500-, 1600- och 1700-talen (gallikanismen, josefinismen och liknande utvecklingar i Portugal och Spanien).

#### Martin Luther
Reformationen började med att augustineremitmunken och professorn Martin Luther 1517 i Wittenberg publicerade 95 teser som angrep den dåtida handeln med avlat. Vidare kom Luther att hävda att människan blir rättfärdig enbart genom tro och inte genom gärningar. Dessutom menade han att enbart Bibeln var bindande för kyrkan och avvisade därmed läror och bruk som han inte kunde finna stöd för i Bibeln. Han betonade även det allmänna prästadömet, avvisade transsubstantiationsläran och mässofferläran, förkastade klosterlivet, reducerade antalet sakrament till tre (senare två) och kallade påven för antikrist.

#### Jean Calvin
Juristen Jean Calvin publicerade 1536 i Basel Institutio religionis Christianae, efter att ha tvingats fly från sitt hemland Frankrike. Calvin anslöt sig till Luthers lära om rättfärdiggörelse genom tro och Bibelns auktoritet, men intog en ståndpunkt mellan Luther och Zwingli (sekular präst och humanist) i nattvardsläran. Calvin menade att Jesus inte var fysiskt närvarande i nattvarden, men att det ändå skedde en andlig kommunion. Han avfärdade allt materiellt i gudstjänsterna, men tillät sång och användandet av enkla kors, dock inte krucifix.
Calvin lärde även ut att Gud förutbestämt (predestinerat) vilka som skulle bli frälsta och vilka som inte skulle bli det. De utvalda skulle styra, inte bara över kyrkan, utan över hela samhället. Staden Genève blev modell för denna lära.

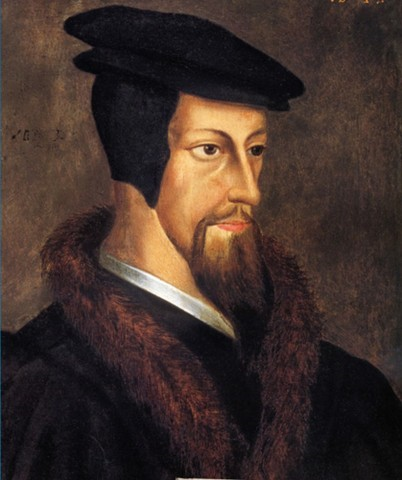
Jean Calvin.

#### Den radikala reformationen
Den radikala reformationen var en rörelse under 1500-talet. Rörelsen bestod av ett stort antal olika personer och grupper. Till dem kan räknas radikala reformatorer som Thomas Müntzer, Andreas Karlstadt och Kaspar Schwenckfeld och anabaptisterna (vederdöpare).
Anabaptisterna förkastade barndopet och förkunnade i stället dop vid medveten ålder och blev på så sätt pionjärer för den frikyrkliga uppfattningen att den kristna tron kräver ett medvetet ställningstagande.
Många anabaptister var ivriga förespråkare av en livsstil präglad av pacifism, församlingsfostran, omsorg, egendomsgemenskap och enkelhet, något man såg som en självklar konsekvens av en spiritualitet baserad på evangeliernas Jesus. Ett mycket stort antal anabaptister förföljdes på grund av sina övertygelser och sin praxis, både "revolutionärer" och fredliga företrädare.
Det yngsta av reformationssamfunden, Vännernas samfund (Kväkarna), växte fram i England i slutet av 1640-talet under ledning av George Fox, som var påverkad av den, sedan länge avlidne, tyske reformationsteologen Sebastian Franck.

#### Reformationen i Sverige
Reformationen pågick i Sverige under Gustav Vasas och hans tre söners styre under hela 1500-talet. Detta innebar att Sverige bröt med romersk-katolska kyrkan, och att den medeltida kyrkoprovinsen under ärkebiskopen av Uppsala (grundad 1164) omorganiserades till ett fristående trossamfund, Svenska kyrkan, som därefter styrdes av svenska staten ända fram till den 1 januari 2000. Reformationen markerar medeltidens slut i Sverige. Uppsala möte år 1593, då Augsburgska bekännelsen antogs, utgjorde slutpunkten för Sveriges reformationstid.
I samband med reformationen utgavs Gustav Vasas bibel. Sverige blev genom reformationen evangelisk-lutherskt, och från och med 1598 tilläts svenska medborgare inte tillhöra något annat trossamfund än Svenska kyrkan. Konventikelplakatet var en svensk förordning från 1726 som förbjöd bönemöten i andra än Svenska kyrkans regi. Först 1868 blev detta lagligt. Begränsad religionsfrihet för svenska medborgare skulle dröja till 1860 (den första religionsfrihetslagen), fullständig religionsfrihet till 1951 (den nya religionsfrihetslagen) och 1977 (klosterparagrafens avskaffande).

### Religionsstridernas tid och upplysningstiden
De stora upptäcktsfärderna under 1400- och 1500-talen gjorde att framför allt den romersk-katolska kyrkan spreds till nya områden. De inledningsvis två största sjöfararmakterna, Spanien och Portugal, delade genom påven Alexander VI:s medling, världen mellan sig 1494. Alla parter hade förväntat sig att längdmeridianen skulle vara belägen i Atlanten, och så säkerställa hela Latinamerika för Spaniens räkning, men då det visat sig att vad som nu motsvarar Brasiliens östkust föll på den portugisiska sidan, blev Brasilien en portugisisk koloni. Portugals kolonisering av Indien ledde bland annat till att några tomaskristna kyrkogemenskaper 1599 blev ställda under påvestolen – föregångarna till det trossamfund som sedan 1887 är den Syromalabariska katolska kyrkan. Den romersk-katolska kyrkan i Latinamerika är än idag starkt präglad av de kulturella ideal som präglade 1600-talet, inte minst genom det stora antalet bevarade och rikt smyckade barockkyrkor.
Sextonhundratalets Europa kom i hög utsträckning att präglas av vad som, åtminstone i propagandan, kallades religionsstrider: Inom det Tysk-romerska riket, mellan Spanien och Nederländerna, samt inom de tre länderna på brittiska öarna.
När sextonhundratalet började, var reformert kristendom inte så strängt dogmatiskt definierad som den senare skulle bli. Synoden i Dordrecht var ett nederländskt kyrkomöte 1618–1619, som gjorde en mycket sträng tolkning av predestinationsläran normerande för hela den nederländska statskyrkan. Följden blev att arminianerna sammanslöt sig i remonstrant-kyrkan, som betonar att människan i vissa avseenden har en fri vilja. Några arminianer flydde till England.
En bräcklig överenskommelse hade slutits inom Tysk-romerska riket 1555 (Religionsfreden i Augsburg), som innebar att det var tillåtet att vara lutheran i furstendömen ledda av en luthersk furste, och att det var tillåtet att vara katolik i furstendömen ledda av en romersk-katolsk furste. Det var däremot förbjudet att utöva någon annan kristendomsriktning än fursten, och reformert kristendom var förbjuden i hela kejsardömet.
Furstendömet Hessen-Kassel var sedan 1566 till namnet lutherskt, men dess furstar tillät i verkligheten att reformert kristendom utövades i furstendömet, och Vilhelm IV av Hessen-Kassel övergick 1605 själv till reformert kristendom. Kurpfalz var i allt väsentligt reformert sedan 1559, och Simon VI införde 1605 reformert bekännelse i Furstendömet Lippe. Med dessa steg ansågs furstarna ha brutit överenskommelsen från 1555. Under Rudolf II och Mattias förde kejsarmakten en förhållandevis tolerant och försonlig politik gentemot dissidenterna, men när Böhmen förklarade sig självständigt under en reformert kung 1619, anklagade kejsar Ferdinand II de reformerta furstarna för att ha brutit fredsöverenskommelsen från 1555. Trettioåriga kriget, som blev följden, var dock inte ett renodlat religionskrig: Somliga lutherska furstar stred på kejsarens sida, och somliga romersk-katolska furstar stred på den "protestantiska" sidan. Den "protestantiska" sidan backades upp av det huvudsakligen romersk-katolska Frankrike, på inrådan av kardinal Richelieu och Kardinal Mazarin (som själva var ämbetsmän inom den romersk-katolska kyrkoorganisationen). Framför allt handlade konflikten om hur centraliserat (kejsarsidan) eller decentraliserat (den franska och protestantiska sidan) kejsardömet skulle vara. Kriget ledde dock, när Westfaliska freden slöts 1648, till, att reformert bekännelse blev ett tillåtet tredje alternativ bland kejsardömets statskyrkor, men det var fortfarande förbjudet att tillhöra någonting annat än statskyrkan i det furstendöme där man befann sig.
Puritanismen var en extrem reformert riktning som ansåg Engelska kyrkan vara otillräckligt reformerad. Rörelsen ville avskaffa biskopsämbetet, Den allmänna bönboken, all kyrkokonst, orglar, julfirande, vigselringar och ordet "söndag", då dessa inte förekommer i bibeln. Man önskade också förbjuda dans, teater, opera och idrott genom världslig lagstiftning. Rörelsen vann politiskt gehör under engelska inbördeskriget 1642–1651 och Engelska samväldet 1653–1659, men den anglikanska kyrkan återinfördes vid engelska restaurationen 1660, och den världsliga lagstiftningen började åter tillåta julfirande, kulturliv och sport. Några av företrädarna för rörelsen utvandrade till de nordamerikanska kolonierna, där de bildade självständiga trossamfund, eller bildade fria dissentersamfund i England som tolererades under restaurationen och den georgianska eran.
I Frankrike hade de reformert kristna, hugenotterna, förföljts 1559–1598, men det sistnämnda året utfärdades ett edikt, ediktet i Nantes, som tillerkände dem rätten att fira gudstjänst (men inte överallt) och inneha statliga ämbeten. Denna relativa religionsfrihet avskaffades 1685 genom ett påbud av Ludvig XIV, och under de följande decennierna pågick allvarliga religionsförföljelser av hugenotter i Frankrike.
Under 1600-talet växte deismen fram i England, först som en inomkristen rörelse, sedan som en från kristendomen skild religion. En motsvarande rörelse inom lutherska miljöer, neologin, växte fram under 1700-talet, och tonade ned sådana delar av kristendomen som underverken.
I lutherska (och med tiden reformerta) miljöer på kontinenten växte pietismen fram från och med 1675. Det var en samling väckelserörelser, som betonade individens religiösa upplevelser (främst omvändelseupplevelser) och sambandet mellan tro och stram levnadsföring. Några pietistiska rörelser skulle senare orsaka uppkomsten av frikyrkor, men utgjorde inledningsvis ett antal rörelser inom statskyrkorna.

### Kristendomen i modern tid
Napoleonkrigen gjorde att det inte längre förekom, att biskopar samtidigt var statschefer: Biskopsfurstendömen föll ur bruk, och inlemmades i sekulära stater.
Fredrik Vilhelm III av Preussen försökte 1817 tvinga de evangelisk-lutherska och reformerta trossamfunden i sitt rike, att förenas i en kyrkounion. Den av kungen utfärdade obligatoriska gudstjänstordningen – Agendan – var baserad på lutherska mässordningar från 1500-talet, men uttryckligen avsedd att kunna tolkas på ett reformert sätt. Den preussiska kyrkounionen misslyckades: Visserligen bildades en förenad kyrka, men vid sidan av denna bildades nykonfessionella lutherska resp. reformerta kyrkor, som kom att förföljas av statsmakten under decennier. Trots denna motgång, inspirerade steget till bildandet av protestantiska unionskyrkor i andra tyska furstendömen.
Under 1800-talets lopp förlorade romersk-katolska monarker (och republiker med romersk-katolsk majoritetsbefolkning) successivt inflytandet över vilka biskopar påven utnämnde (ultramontanismen), och påven förklarades ofelbar vid första Vatikankonciliet 1870. Ofelbarhetsförklaringen orsakade en utbrytning av små så kallade gammalkatolska kyrkor i Tyskland, Schweiz och Österrike, som ställde sig i gemenskap med en sedan länge schismatisk ärkebiskop av Utrecht och påbörjade dialog med anglikanska och östligt ortodoxa kyrkor.
Den portugisiska inkvisitionen avskaffades 1821, och den spanska inkvisitionen avskaffades 1834. Den romerska inkvisitionen förlorade världsliga juridiska maktmedel 1870, och omorganiserades till ett organ för bokrecensioner och tjänsteavsättningar, sedan 1908 som "heliga kontoret", sedan 1965 som Troskongregationen.
Litteratur och musik i början, i mitten och i slutet av 1800-talet präglades av romantiken, bland annat ett intresse för medeltiden och renässansen. Tvärs över samfundsgränserna blev nygotiken den mest populära byggnadsstilen när nya 1800-talskyrkor skulle uppföras. Med historieintresset följde också olika slags nykonfessionalism eller studier av den tidiga kyrkan. I anglikanska sammanhang tog detta sig uttryck i uppkomsten av anglokatolicismen, i de lutherska kyrkorna bland annat uttryck i Nikolaj Frederik Severin Grundtvigs författarskap och den lundensiska högkyrkligheten.
Pionjärer för (ett visst mått av) religionsfrihet var Nederländerna (successivt växande, men på vissa punkter inskränkt, religionsfrihet från och med sent 1620-tal), Storbritannien (1689/1829/1858), Kurfurstendömet Braunschweig-Lüneburg (1704) och USA (1791). Under 1800-talets lopp kom principen om religionsfrihet i skiftande, men växande, omfattning, att prägla många andra länders lagstiftning. Detta gjorde det möjligt för fler trossamfund än respektive statskyrka, att vara aktiv inom ett territorium: Det blev vanligt att det fanns många kristna (och med tiden även icke-kristna) trossamfund i ett land. Genom nordamerikanska trossamfunds mission spreds metodistiska, reformerta, baptistiska och primitivistiska trossamfund med nordamerikanska rötter till andra delar av världen. Trossamfund i de europeiska kolonialmakterna grundade främst dotterkyrkor i respektive lands kolonier.
Argument har framlagts för att kristna idéer har haft betydelse för att modern demokrati utvecklades i kristna länder.
I modern tid har kristendomen blivit utmanad av diverse former av skepticism och av vissa moderna politiska ideologier såsom liberalism, nationalism och socialism. Detta inkluderade antiklerikalismen under franska revolutionen, det spanska inbördeskriget och generell fientlighet bland marxistiska rörelser, speciellt statsateism efter den ryska revolutionen och i Kina.
Statskyrkosystemet har alltmera fallit ur bruk sedan franska revolutionen (se tabell med exempel).
| Land                  | Kyrka                                       | År då statskyrkan avskaffas |
| --------------------- | ------------------------------------------- | --------------------------- |
| New Hampshire         | Kongregationalistkyrkan                     | 1790                        |
| Nederländerna         | Nederländska reformerta kyrkan              | 1795                        |
| Connecticut           | Kongregationalistkyrkan                     | 1818                        |
| Massachusetts         | Endast ett statligt trossamfund per kommun  | 1833/34                     |
| Schweiz               | Endast ett statligt trossamfund per kanton  | 1848                        |
| Irland (hela ön)      | Irländska kyrkan                            | 1871                        |
| Mexiko                | Romersk-katolska kyrkan                     | 1874                        |
| Brasilien             | Romersk-katolska kyrkan                     | 1890                        |
| Filippinerna          | Romersk-katolska kyrkan                     | 1898                        |
| Kuba                  | Romersk-katolska kyrkan                     | 1902                        |
| Frankrike             | Romersk-katolska kyrkan                     | Slutgiltigt 1905            |
| Många tyska delstater | Endast ett statligt trossamfund per delstat | 1918                        |
| Österrike             | Romersk-katolska kyrkan                     | 1918                        |
| Wales                 | Engelska kyrkan                             | 1920                        |
| Skottland             | Skotska kyrkan                              | 1921                        |
| Portugal              | Romersk-katolska kyrkan                     | Slutgiltigt 1976            |
| Spanien               | Romersk-katolska kyrkan                     | 1978                        |
| Italien               | Romersk-katolska kyrkan                     | 1985                        |
| Sverige               | Svenska kyrkan                              | 2000                        |

Under en tidsperiod mellan 1860-talet och 1970-talet blev dotterkyrkor i de västeuropeiska ländernas kolonier stegvis självständiga, i somliga fall redan innan kolonierna ifråga blev självständiga stater.
Den framväxande religionsfriheten, 1800-talets missionsvågor och de snabbare resor som blev möjliga med hjälp av järnvägar och tåg, ångbåtar och under 1900-talet även flygplanstrafik orsakade intensifierade internationella kontakter, och under 1800- och 1900-talens lopp växte samarbetsorgan av skiftande slag fram, bland annat Anglikanska kyrkogemenskapen (1867), Baptistiska världsalliansen (1905), Lutherska världsförbundet (1947), Kyrkornas världsråd (1948) och Reformerta kyrkornas världsallians (1970).
Utövandet av kristendom i Europa dämpades genom uppkomsten av modernism och sekularism i Västeuropa, medan religionsutövning i Amerika har varit generellt högre i jämförelse med Västeuropa. Under det sena nittonhundratalet var antalet kristna utövare betydligt större i tredje världen, än i Europa, och den västerländska civilisationen är inte längre den ledande innehavaren av kristendomen.

## Tidslinje över kristendomens historia
- c. 4 f.Kr. – Jesu födelse (traditionell datering)
- c. 27–30 e.Kr. – Jesu offentliga verksamhet
- c. 30–33 e.Kr. – Jesu korsfästelse och uppståndelse
- c. 34 e.Kr. – Paulus omvändelse
- c. 45–65 e.Kr. – Paulus brev och mission
- 49 e.Kr. – Apostlamötet i Jerusalem
- 64 e.Kr. – Kristen förföljelse under Nero, Petrus och Paulus martyrdöd
- 70 e.Kr. –  Jerusalems tempel förstörs av romarna
- 95 e.Kr. – Uppenbarelseboken skrivs
- c. 100 – Apostoliska tiden avslutas (Johannes dör)

### Fornkyrkans tid
- c. 110 – Ignatios av Antiokia skriver breven till olika församlingar
- c. 155 – Martyrdöden av Polykarpos
- 180 – Irenaeus av Lyon skriver "Mot heresierna"
- c. 200 – Tertullianus använder termen "Trinitas" (Treenigheten)
- 250 – Förföljelse under kejsar Decius
- 303–311 – Diocletianus stora förföljelse

### Kejsarkyrkans framväxt
- 313 – Ediktet i Milano (religiös tolerans)
- 325 – Första konciliet i Nicaea (Nicaenska trosbekännelsen)
- 330 – Konstantinopel grundas
- 367 – Athanasios listar Nya testamentets 27 böcker
- 380 – Kristendomen blir statsreligion i Romarriket (Theodosius I)
- 381 – Första konciliet i Konstantinopel
- 431 – Konciliet i Efesos (Maria som "Guds moder")
- 451 – Konciliet i Kalcedon (Kristi två naturer)
- 476 – Västromerska rikets fall

### Medeltidens kyrka
- 529 – Benedikt av Nursia grundar klosterregeln
- 589 – Visigotiska Spanien konverterar till katolicismen
- 622 – Islam grundas
- 632–750 – Muslimsk expansion påverkar kristna områden
- 680 – Tredje konciliet i Konstantinopel
- 726 – Bysantinsk ikonoklasm börjar
- 787 – Andra konciliet i Nicaea (ikoner återinförs)
- 800 – Karl den store kröns till kejsare av påven
- 863 – Kyrillos och Methodios missionerar bland slaverna
- 988 – Kristendomen antas i Kievriket
- 1054 – Stora schismen mellan öst och väst (Östortodoxa och Romersk-katolska kyrkan)
- 1095 – Första korståget inleds
- 1204 – Fjärde korståget plundrar Konstantinopel
- 1215 – Fjärde Laterankonciliet (transsubstantiationen bekräftas)
- 1231 – Inkvisitionen etableras
- 1274 – Thomas av Aquino dör
- 1378–1417 – Påveschismen (två och senare tre påvar)
- 1415 – Hus bränns på bål i Konstanz
- 1453 – Konstantinopel faller till Osmanska riket

### Reformation och motreformation
- 1517 – Martin Luther publicerar 95 teser
- 1521 – Luther inför riksdagen i Worms
- 1534 – Engelska kyrkan bryter med Rom (Henrik VIII)
- 1540 – Jesuitorden grundas
- 1545–1563 – Tridentinska konciliet (motreformationen)
- 1555 – Augsburgska freden (cuius regio, eius religio)
- 1563 – Heidelbergska katekesen
- 1618–1648 – Trettioåriga kriget
- 1648 – Westfaliska freden

### Modern tid
- 1730–1760 – Första stora väckelsen (Great Awakening)
- 1738 – John Wesley omvänds (metodismen växer fram)
- 1791 – Religionsfrihet i USA:s konstitution
- 1801–1830 – Andra stora väckelsen i USA
- 1846 – Evangeliska Alliansen bildas
- 1869–1870 – Första Vatikankonciliet (påvens ofelbarhet)
- 1910 – Edinburghs missionskonferens (början på ekumenik)
- 1917 – Rysk-ortodoxa kyrkan förföljs efter ryska revolutionen när kommunismen tog makten
- 1948 – Kyrkornas världsråd bildas
- 1962–1965 – Andra Vatikankonciliet (modernisering av katolska kyrkan)
- 1978 – Johannes Paulus II väljs till påve
- 1999 – Gemensam deklaration om rättfärdiggörelse, Lutherska och Vatikanska kyrkan (Lutherska världsförbundet)

### 2000-talet till idag
- 2005 – Benedikt XVI blir påve
- 2013 – Franciskus blir påve
- 2016 – Mötet mellan påve Franciskus och patriark Kirill (första sedan 1054)
- 2017 – 500-årsjubileum av reformationen
- 2019 – Abu Dhabi-deklarationen (interreligiös dialog)
- 2022 – Kriget i Ukraina påverkar de Östortodoxa kyrkorna och ekumeniken
- 2023 – Synodal process i Katolska kyrkan fortsätter
- 2025 – 1700-årsjubileum av Nicaea

## Kristna riktningar

### Den assyriska kyrkofamiljen
Österns apostoliska och katolska assyriska kyrka är en kristen kyrka som ibland även kallas Österns assyriska kyrka eller Österns apostoliska kyrka. Bland utomstående förekommer den nedsättande benämningen "Nestorianska kyrkan". Den assyriska kyrkan, som inte tillhör den orientaliskt ortodoxa kyrkofamiljen, skiljer sig från de flesta andra kristna kyrkor när det gäller kristologin och vilka bibelböcker den erkänner. Den har två systerkyrkor: Den tomaskristna Kaldeisk-syriska kyrkan, som sedan nästan två årtusenden finns i Indien, och Österns Gamla Kyrka, som bildades 1964 (i syfte att behålla den julianska kalendern när den assyriska kyrkans huvuddel övergick till den gregorianska kalendern).
De assyriska kristna stiften hamnade av storpolitiska orsaker utanför Romerska riket, och, för att undgå att den persiska överheten skulle misstänka att de assyriskt kristna var romerska femtekolonnare, förklarade sig kyrkoprovinsen under biskopen av Seleukia-Ktesifon självständig från patriarken av Antiokia år 424. Kyrkans geografiska isolering förhindrade dess biskopar från att vara närvarande vid kyrkomötet i Efesos år 431.
Kyrkofamiljen bejakar en variant av dyofysitismen, eller tvånatursläran, som den antog år 484. Den menar, i likhet med de flesta övriga kristna trossamfund, att Jesus är både Gud och människa, men inte på ett sådant förenat sätt som de övriga gamla kristna kyrkorna bekänner. Maria ska kallas "Kristusföderska" och inte "Gudsföderska", eftersom Maria inte kan föda Gud – Gud är Gud och Jesus är Guds son. Därför har Maria inte fullt lika stor status hos de assyriska kristna som hos katoliker. Den assyriska kyrkofamiljens tvånaturslära, som har sina rötter i den förhärskande teologin i Antiokia under 200- och 300-talen, skiljer sig dock från den extrema version som Nestorios hävdade. Istället hävdar den assyriska kyrkan existensen av två qnoma (en svåröversatt fackterm) inom Jesu enda person.
Assyriska kyrkan har egen patriark och hans officiella titel är "The Reverend and Honoured Father of Fathers and Great Shepherd, the Catholikos and Patriarch of the East". Påven erkänns följaktligen inte som en överhöghet, såsom i katolska kyrkor.
Två ytterligare trossamfund med assyrisk bakgrund, Kaldeisk-katolska kyrkan och Syro-malabariska kyrkan, har (1553 resp. 1599) brutit med sina modersamfund, övergivit diofysitismen, inträtt i kyrkogemenskap med den Romersk-katolska kyrkan, men behållit sitt assyriska gudstjänstliv och sin östliga kyrkorätt.

### Orientaliskt ortodoxa kyrkor

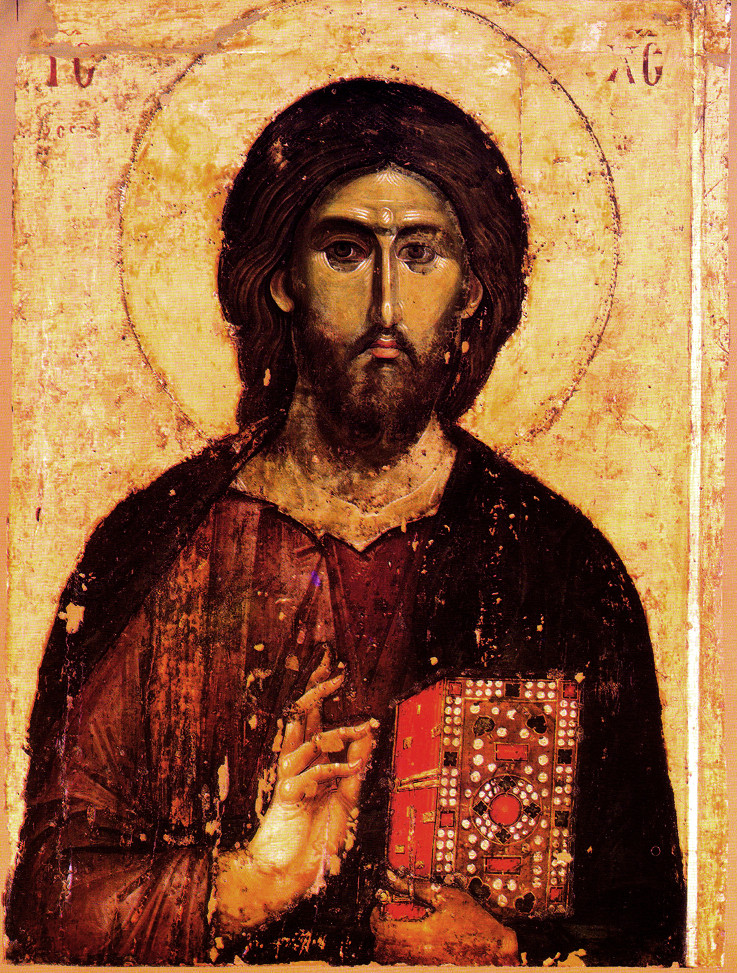
Inom de ortodoxa kyrkorna är det väldigt vanligt med ikoner. Denna ikon föreställer Jesus.

Orientaliskt ortodoxa kyrkor är östligt kristna kyrkor som avsöndrade sig från majoritetslinjen vid Konciliet i Chalkedon  under de kristologiska striderna. De orientaliskt ortodoxa kyrkorna ansåg att Chalkedonmötet hade övergivit vad som hade beslutats vid kyrkomötet i Efesos tjugo år tidigare. Chalkedonmötet följdes av en lång efterdebatt. Anhängare av, och motståndare till, Chalkedonmötet växlade på posterna som patriark av Alexandria och patriark av Antiokia under flera decennier, och det var först på 500-talet som patriarksätena klövs itu till att bli åtskilda östortodoxa resp. orientalisk-ortodoxa trossamfund på samma plats. De orientaliska kyrkornas en-naturslära har sina rötter i den förhärskande teologin i Alexandria under 200- och 300-talen, och försvarar Efesos-mötets teologi, men är inte lika extrem som den monofysitism som hade avvisats vid Chalkedonmötet.
De orientaliskt ortodoxa kyrkorna är 
- Koptiska ortodoxa kyrkan (separerad från östortodoxa kyrkan 536).
- Syrisk-ortodoxa kyrkan (separerad från östortodoxa kyrkan 518).
- Armeniska apostoliska kyrkan (separerad från östortodoxa kyrkan 554).
- Etiopisk-ortodoxa kyrkan.
- Eritreansk-ortodoxa kyrkan.

Samt två tomaskristna kyrkor: 
- Jakobitisk-syriska kristna kyrkan.
- Malankarisk-ortodoxa syriska kyrkan.

Ur den orientalisk-ortodoxa kyrkofamiljen har utbrutits ett antal kyrkor, som har inträtt i kyrkogemenskap med den Romersk-katolska kyrkan, men behållit orientaliskt gudstjänstliv och östlig kyrkorätt (årtal anger union med Heliga stolen): 
- Koptisk-katolska kyrkan (1741).
- Armenisk-katolska kyrkan (1742).
- Syrisk-katolska kyrkan (1783).

- Syro-malankariska kyrkan (1926/1930).

- Etiopisk-katolska kyrkan (I Etiopien 1961, i Eritrea redan 1930).

### Östortodoxa kyrkor

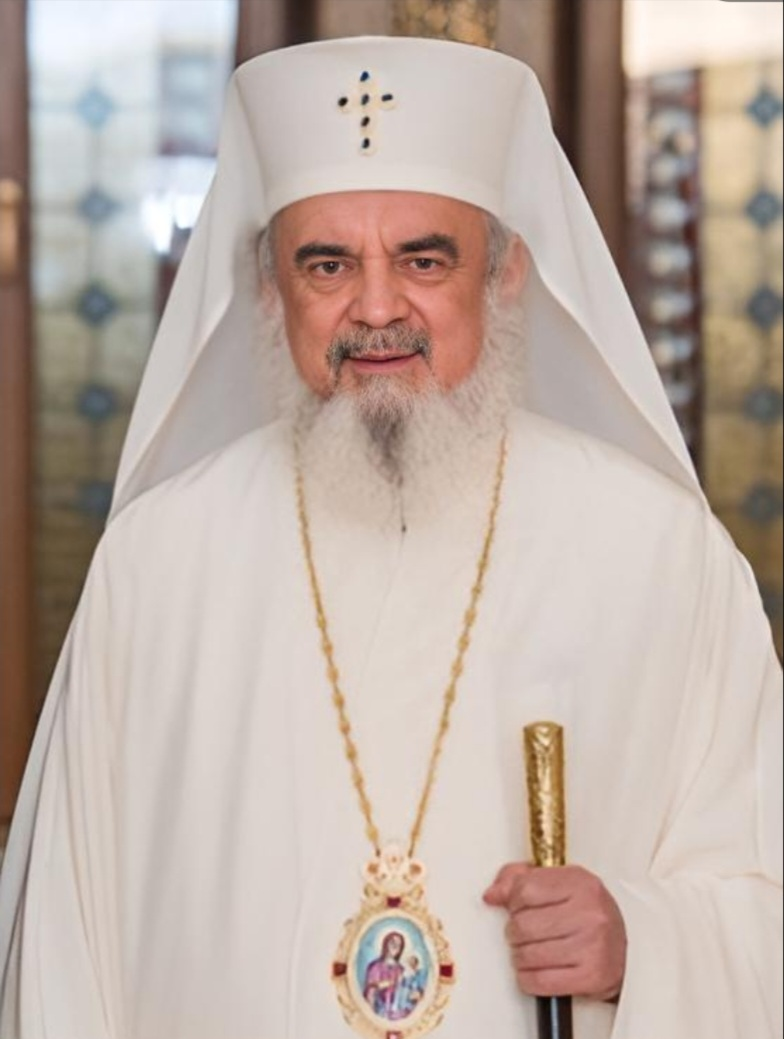
Rumänsk-ortodoxa kyrkans patriark, Daniel.

De östliga ortodoxa kyrkorna är en samling östligt kristna oberoende nationalkyrkor. Den leds av patriarken av Konstantinopel. Nuvarande patriark är Bartolomaios I av Konstantinopel.
Redan tidigt under kristendomens historia uppstod skillnader mellan den grekiska kristenheten i östra Romarriket och den latinska kristenheten i den västra rikshalvan. Romarrikets uppdelning, Västroms fall och en allt större okunskap i grekiska i västerlandet kom att fördjupa klyftorna och ledde till schismer mellan öst och väst. Kyrkan var organiserad i fem stycken (före år 451 tre stycken) större organisatoriska enheter, patriarkat, mellan 451 och 1054. Stora schismen år 1054 ledde i längden till att fyra av patriarkaten å ena sidan (Konstantinopel, Alexandria, Antiokia och Jerusalem), och det romerska patriarkatet å andra sidan, bröt med varandra.
Stridsfrågorna mellan Rom och Konstantinopel har framför allt varit två:
- Påvens jurisdiktionella anspråk.
- Frågan om filioque.

Exempel på östortodoxa kyrkorː
- Serbisk-ortodoxa kyrkan
- Rysk-ortodoxa kyrkan
- Bulgarisk-ortodoxa kyrkan
- Greklands kyrka
- Rumänsk-ortodoxa kyrkan
- Ortodoxa kyrkan i Ukraina

### Romersk katolicism

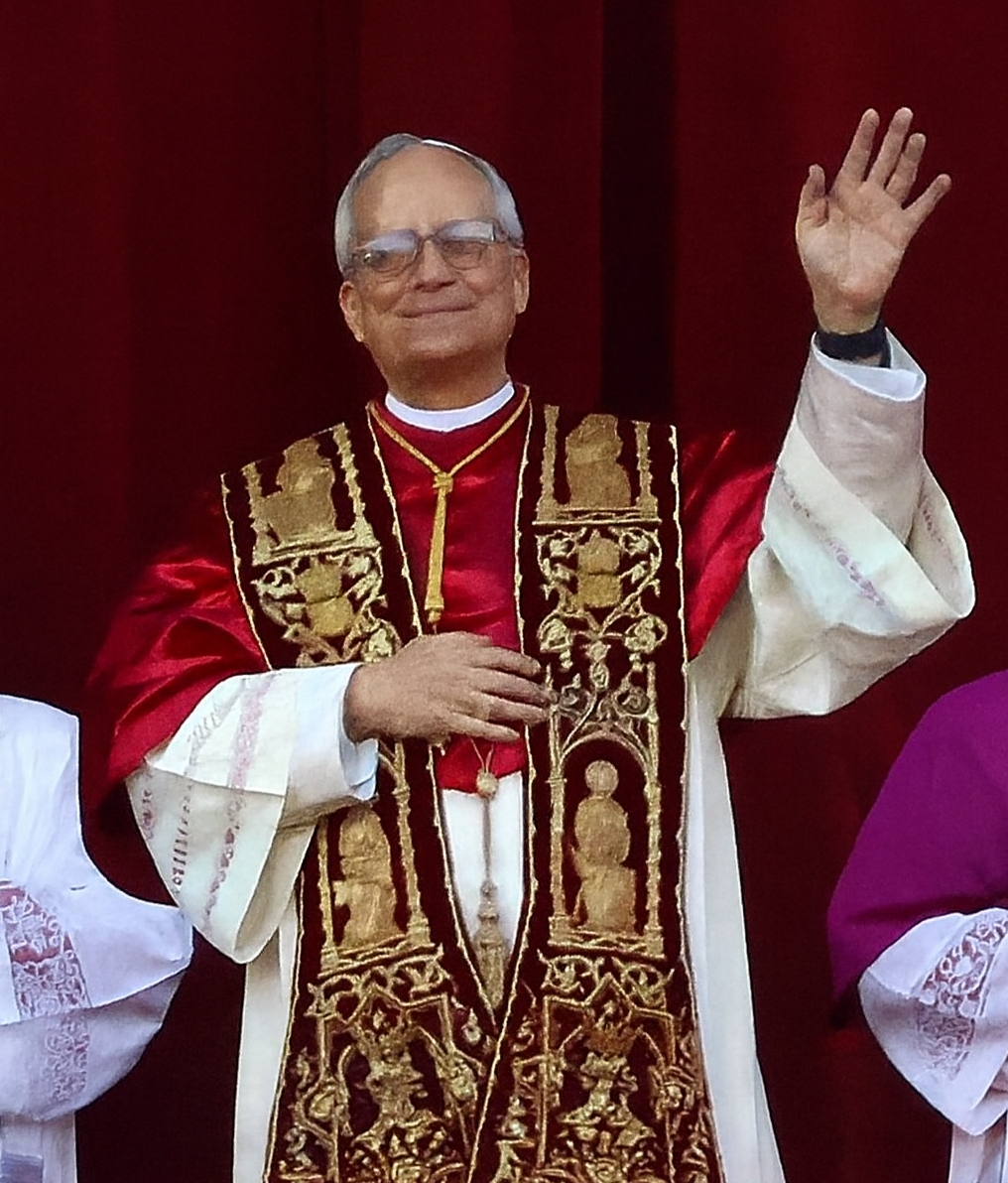
Romersk-katolska kyrkans nuvarande (sedan maj 2025) påve, Leo XIV.

Romersk-katolska kyrkan, eller Katolska kyrkan, består av de olika kristna kyrkor av såväl östliga som västliga riter som erkänner påvens (biskopen av Rom) överhöghet och står i kommunion med honom. Katolska kyrkan tillhör, tillsammans med de assyriska kyrkorna, de orientaliskt ortodoxa kyrkorna och de östortodoxa kyrkorna, de äldsta kristna kyrkorna. 2006 hade Katolska kyrkan 1,131 miljarder medlemmar runt om i världen, vilket gör den till världens största kyrka.
Katolska kyrkan betraktar påven som efterföljare till aposteln Petrus (apostolisk succession), vilken enligt katolsk lära av Kristus tilldelades överhöghet över de övriga apostlarna – en överhöghet som påvestolen än idag menar sig förvalta. Den nuvarande påven heter Leo XIV.
Katolska kyrkan lär att Jesus Kristus (som ses som sann Gud och sann människa) under sin tid på jorden samlade lärjungar omkring sig. Av dessa utsåg han tolv män till apostlar. Detta är den "urcell" som sedan blev Hans kyrka. Helig Ande utgöts på den första pingsten, vilket innebar kyrkans egentliga grundande. I apostlaskaran hade Petrus ett särskilt uppdrag, ett uppdrag som biskopen (påven) av Rom, i egenskap av Petri ställföreträdare, för vidare.
Jungfru Maria vördas i hela Romersk-katolska kyrkan som det främsta av helgonen. I Katolska kyrkan finns sju sakrament.

#### Katolska östkyrkor

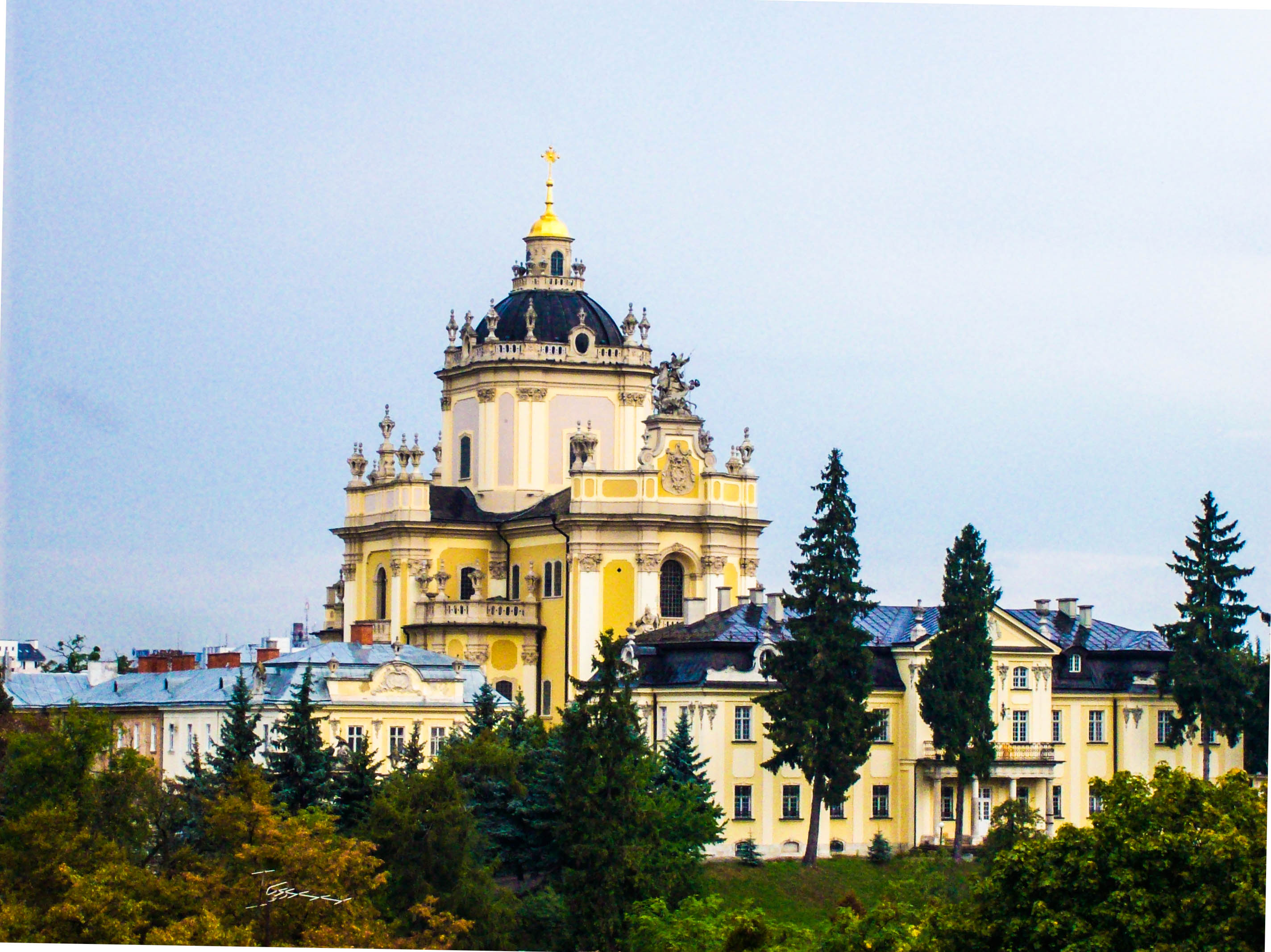
Sankt Görans katedral i Lviv, Ukraina tillhörande den Ukrainska grekisk-katolska kyrkan.

Katolska östkyrkor, eller östkatolska kyrkor, avser de autonoma och östliga delkyrkor med östlig rit som står i full kommunion med den romersk-katolska kyrkan.
Exempel på östkatolska samfund:
- Grekisk-katolska kyrkan i Kroatien och Serbien
- Ukrainska grekisk-katolska kyrkan
- Bulgariska grekisk-katolska kyrkan
- Italiensk-albanska grekisk-katolska kyrkan
- Syrisk-katolska kyrkan
- Albanska grekisk-katolska kyrkan
- Melkitiska grekisk-katolska kyrkan
- Koptisk-katolska kyrkan

### Anglikanism
Anglikanism är en kristendomsform som utgör en kompromisslinje (Via Media) mellan katolicism och protestantism. Många anglikaner betraktar sin kyrka som "katolsk och reformerad", men inom kyrkofamiljen ryms såväl anglokatoliker som sådana anglikaner som självidentifierar sig som protestanter. Sedan 1931 befinner sig de anglikanska kyrkorna och de gammalkatolska kyrkorna i full kyrkogemenskap, och i Kyrkornas världsråd representeras dessa båda kyrkofamiljer som en gemensam grupp. Till skillnad från protestanter avvisar anglikaner principen om "Skriften allena" (I enlighet med den inflytelserike Richard Hookers teologi betraktar anglikaner Skriften, Förnuftet och Traditionen som tre källor till kristen lära), men hävdar istället principen om "Skriftens tillräcklighet".

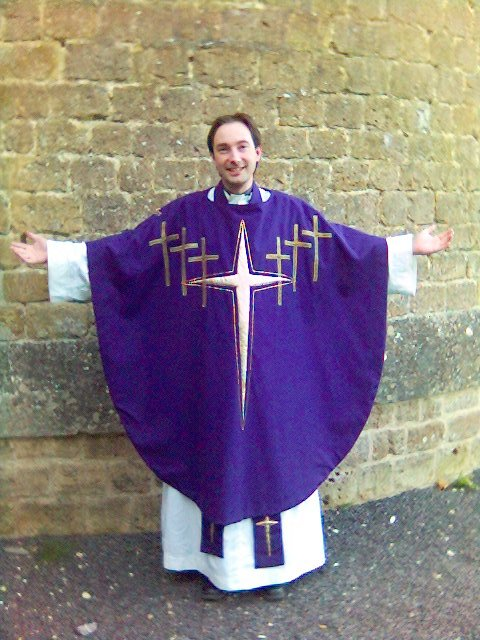
Anglikansk präst.

Anglikanska kyrkogemenskapen har tre moderkyrkor: Engelska kyrkan, Irländska kyrkan och Skotska episkopalkyrkan, som har uppkommit och reformerats oberoende av varandra (Varken Irländska kyrkan eller Skotska episkopalkyrkan är alltså dotterkyrkor till Engelska kyrkan). Med tiden har ett antal dotterkyrkor till någon av dessa tre, bland annat i de före detta brittiska kolonierna, förklarats självständiga. De uppgår numera till ett fyrtiotal. Ärkebiskopen av Canterbury är kyrkogemenskapens främste biskop.
Anglikanismen började utkristalliseras när Henrik VIII av England bröt med påven 1534, och själv började utnämna biskopar. Sedan Elisabet I:s tid är den engelska monarken den engelska kyrkans Supreme Governor, men Engelska kyrkan är sedan 1920 den anglikanska kyrkogemenskapens enda statskyrka. Först från och med 1660-talet är det möjligt att tala om en fullt utvecklad självmedveten anglikansk kyrkoidentitet, men ordet "anglikansk" är ännu yngre, och är först belagt i början av 1800-talet. Den Anglikanska kyrkogemenskapen grundades 1867. Till skillnad från de tre stora kontinentala kyrkofamiljerna har anglikanismens läroidentitet varit föränderlig och inkluderande, med biskopsämbetet och Den allmänna bönboken som minsta gemensamma nämnare.
Den teologiska bredden och mångfalden inom den anglikanska kyrkogemenskapen är mycket stor, men på följande punkter skiljer sig anglikansk teologi från kalvinism: Anglikaner skiljer mellan "Evangeliets två stora sakrament" (dop och eukaristi) och vad som vanligtvis kallas för de fem små sakramenten  (konfirmation, bikt, äktenskapet, ordination och förbön för sjuka). Det tredelade apostoliska kyrkliga ämbetet som diakon, präst och biskop betraktas av anglikaner sedan 1550 som en urkyrklig ordning som skall förbli i bruk för alltid. Biskopens utdelande av konfirmationens sakrament har behållits. Dopet betraktas i Den Allmänna Bönboken 1662 som en verklig pånyttfödelse. Kristi verkliga kropp och blod är altarsakramentets "osynliga och inre nåd" enligt 1604 års katekes, som fortfarande hör till 1662 års bönbok. Anglikaner läser apokryferna i den gemensamma gudstjänsten. Den kalvinska predestinationsläran avvisades 1595 och 1628. I anglikanska sångböcker, exempelvis New English Hymnal förekommer förbön för de hädangångnas själar och anrop av helgonens förbön.
Det finns ett antal kyrkor som vidareför anglikanskt gudstjänstliv, anglikansk teologi, anglikansk kyrkorätt och anglikansk spiritualitet, men som inte längre står i kyrkogemenskap med ärkebiskopen av Canterbury, och som därför inte kan räknas till den anglikanska kyrkogemenskapen i organisatorisk mening, men däremot till en anglikansk kyrkofamilj i vidare mening. Några, men inte alla, av dessa trossamfund kallar sig för continuing churches.

### Protestantism
Ordet Protestantism används ibland som en gemensam beteckning för de lutherska och de reformerta kyrkorna, det vill säga de kyrkliga riktningar som utgår från Martin Luthers och Calvins brytning med den katolska kyrkan. Understundom räknas också anglikanska kyrkan hit, dock inte av flertalet anglikaner själva.
Svenska kyrkan är en evangelisk-luthersk kyrka, och har aldrig officiellt kallat sig själv för protestantisk. Försiktiga reformer infördes officiellt i Sverige efter riksdagen i Västerås år 1527 (under Gustav Vasas tid som regent), men den Augsburgska bekännelsen, som är den evangelisk-lutherska kyrkofamiljens främsta bekännelseskrift, infördes inte förrän vid Uppsala möte 1593. Svenska kyrkan kättarförklarade reformert kristendom vid ett kyrkomöte i Stockholm 1565, och även efter de svenska frikyrkornas framväxt från och med 1848 åtnjöt inte kalvinsk teologi någon större popularitet i Sverige utanför den franska reformerta utlandsförsamlingen i Stockholm, något som inte förändrades förrän 1971, då Svenska Missionskyrkan (som tidigare betraktat sig som evangelisk-luthersk) inträdde i Reformerta kyrkornas världsallians, och i början av 2000-talet då Evangelisk-reformerta Immanuelskyrkan påbörjade sin verksamhet.
En tidig definition av ordet protestant från tyskt 1520- och 1530-tal inkluderar endast den evangelisk-lutherska kristendomsriktningen, men inte den reformerta kyrkofamiljen eller någon annan riktning. En nutida definition av ordet protestant vanlig bland reformerta konfessionalister inkluderar endast den reformerta kyrkofamiljen i motsatsställning till evangelisk-lutherska kyrkor. En vid definition av ordet protestantism inkluderar många andra grupper. Till dessa hör bland annat reformerta (kalvinister), anabaptister, baptister, metodister och adventister. Vad som inkluderas i ordet "protestantism" är därför varierande från fall till fall efter vilken definition som används.
Se vidare Metodism, Evangelism, Nyevangelism, Pietism och Puritanism.

#### Östlig protestantism

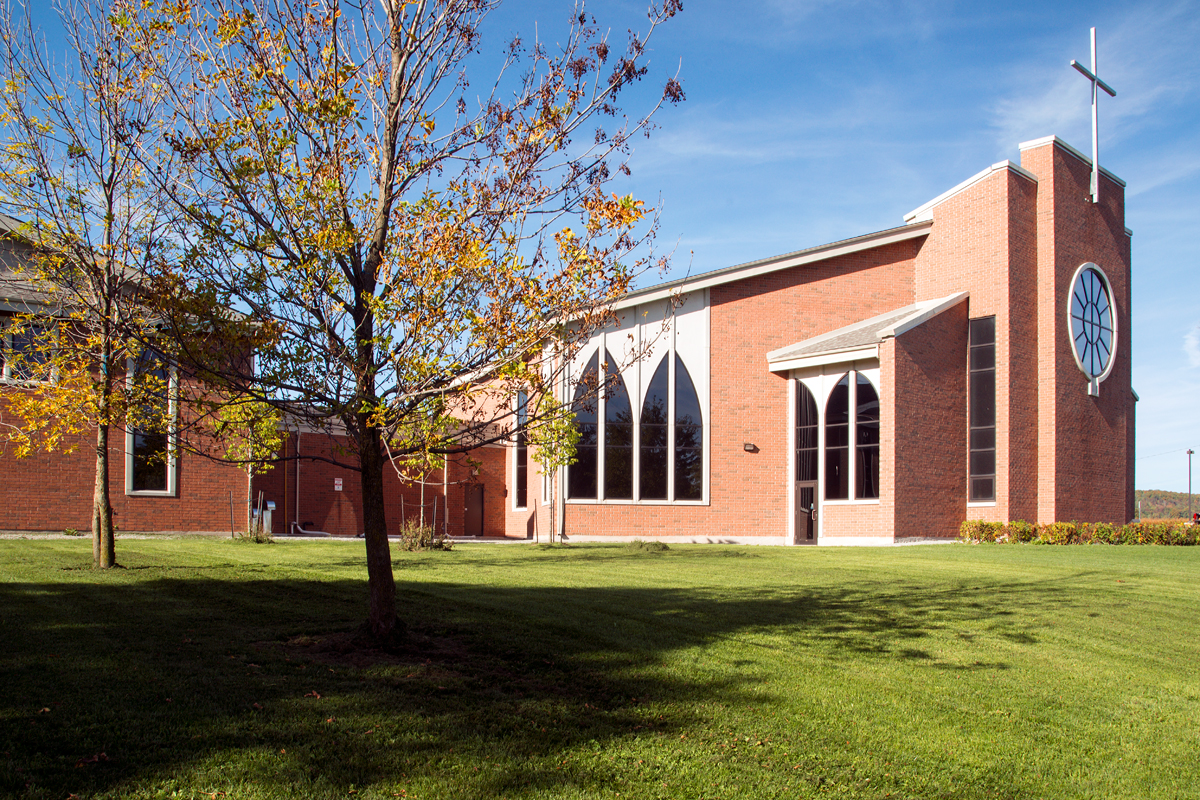
Östprotestantisk kyrka i Milton, Kanada.

Östprotestantismen är olika protestantiska kyrkor som tillhör östkyrkan.
Östprotestantismen började att utvecklas under den andra halvan av 1800-talet. Några av kyrkorna skapades som ett resultat av schismen efter Konciliet i Chalkedon år 451.

#### Lutherdom
En av de viktigare grenarna av protestantismen är den evangelisk-lutherska rörelsen, även kallad lutherdom eller ibland lutheranism (vilket dock nu får anses vara en anglicism). Personen bakom denna var Martin Luther från Tyskland. Hans avsikt var en reformering av den romersk-katolska kyrkan, inte att åstadkomma en ny kristendomsriktning. Han ville bland annat ta bort delar av de läror denna kyrka hade, som han inte ansåg hade någon härkomst i Bibeln. De människor som anslöt sig till Luthers protester blev kända som protestanter. I den evangelisk-luthersk läran betonas vikten av Bibeln som Guds ord och att det är endast genom tron och Guds nåd som man blir rättfärdig.
Luther kritiserade på flera punkter den dåtida romersk-katolska kyrkan. Under åren 1516–1517 gjorde han upp med flera av dess föreställningar, exempelvis quadriga (den fyrfaldiga bibeltolkningen) och den skolastiska teologin. Genom de lutherska teologerna Leonhard Hutter, Johann Gerhard och Johannes Andreas Quenstedt återinfördes emellertid en luthersk form av den skolastiska teologin, som var förhärskande ända fram till Friedrich Schleiermachers tid.

#### Östlig lutherdom
Den östliga lutherdomen hänvisar till lutherska kyrkor som är en del av östkyrkan och som använder den östliga riten i sina gudstjänster. Hit hör bland annat den Ukrainsk-lutherska kyrkan.

#### Anabaptism
Anabaptism är en kristen riktning som uppstod under reformationen på 1500-talet vid sidan av den lutherska och reformerta kyrkan. Den första anabaptistförsamlingen grundades av bland andra Conrad Grebel i Zürich i Schweiz 1525. Anabaptister har en symbolisk nattvardssyn, förkastar barndop och kyrkohierarkien, vägrar att svära eden, kräver separation av stat och kyrka och betonar den fria vilja. De flesta anabaptister är pacifister. Centralt för den anabaptiska teologi är Bergspredikan. Dop och nattvard uppfattas inte som sakrament.
Dagens anabaptistiska samfund är mennoniterna, hutteriterna och amish, som är en utbrytning ur mennoniterna.

#### Baptism
Baptister är en kristen riktning där man i dopfrågan tar avstånd från barndop och istället anser att endast den som tagit ställning i trosfrågan och gör ett medvetet val enligt Bibeln och kristen tro rätteligen kan döpas.
Baptismen har sin bakgrund i den engelske puritanism eller separatism på 1600-talet, men var också påverkat av den nederländska mennonitism. Den första baptistförsamlingen grundades av engelsmannen John Smyth i Nederländerna 1607. Under 1600-talet växte baptismen i England, och spreds därifrån främst till Amerika och senare till andra länder.
Baptismens historia i Sverige börjar i september 1848 då den första baptistförsamlingen bildades i Borekullastugan i Landa socken, nära Frillesås vid Hallandskusten, under ledning av den nydöpte F.O. Nilsson.

#### Den radikala reformationens mystiker
Under 1500-talet uppkom även strömningar som inte lät sig bindas av de framväxande evangelisk-lutherska resp. reformerta statskyrkorna, och som läromässigt skilde sig från anabaptismen på ett eller annat sätt. Reformatorn Sebastian Franck (1499–1543) i Strassbourg och Ulm kom i konflikt med de tre nyss nämnda kristendomsriktningarna, och förespråkade en kristendomsform utan sakrament, men där tyst bön och en förväntan om direkt ledning från den helige Ande var viktiga.
Franck påverkade bland annat Kaspar Schwenckfeld, grundaren av schwenckfeldianismen, men schwenckfeldianerna behöll dock sakramentsfirande. De pacifistiska schwenckfeldianerna distanserade sig snabbt från både Müntzers våldsamma sätt att genomdriva sina reformidéer och det schwenckfeldianerna upplevde som ett konfliktorienterat debattklimat bland anabaptisterna. Schwenckfeldianerna betraktade sig själva som "mitten-ståndpunktens reformation", men denna självbild delades inte av lutheraner och reformerta. På grund av återuppblossande förföljelser flydde det schwenckfeldianska trossamfundet till Nordamerika på 1730-talet.
På 1650-talet skulle brittiska kretsar, under ledning av George Fox (1624–1691), organisera tysta, meditativa gudstjänster av det slag som Franck hade propagerat för. Detta ledde till uppkomsten av Vännernas samfund, av utomstående kända som kväkarna. Kväkare firar varken dop eller eukaristi.
Inom de evangelisk-lutherska kyrkorna rymdes inledningsvis mystiker påverkade av Paracelsus, exempelvis Valentin Weigel och Jacob Böhme, men weigelianerna kättarförklarades uttryckligen av lutheranerna i Konkordieformeln 1577. Strömningarna från Weigel och Böhme skulle under 1670- och 1680-talen påverka delar av radikalpietismen. Ur dessa pietistiska miljöer uppkom nya trossamfund, exempelvis Philadelphian Society i England, gråkoltarna, skevikarna och Filadelfiska Societén i Sverige, samt Schwarzenaubröderna, Woman in the wilderness, Ephrata Cloister och Harmony Society i USA. Av dessa trossamfund har endast Schwarzenaubröderna överlevt till vår tid.

#### Reformert kristendom
Den reformerta kristenheten (av "reformera") är en beteckning för de kyrko- och samfundsbildningar, som leder sitt ursprung tillbaka till de kristna reformationsrörelser som leddes av Huldrych Zwingli och Jean Calvin i Schweiz på 1520-talet. Ofta talar man om den som "kalvinismen". I några länder (Schweiz och Nederländerna) blev den reformerta kyrkan snabbt statskyrka. I Tyskland blev det formellt tillåtet för furstar att göra den reformerta kyrkan till statskyrka i sina furstendömen först från och med Westfaliska freden 1648. Försöket att göra den reformerta kyrkan till statskyrka i England 1646 blev inte varaktigt, och den Anglikanska kyrkogemenskapen återinfördes 1660. Efter en invecklad 130-årig dragkamp mellan anglikaner och reformerta blev Skotska kyrkan reformert 1689.
Den reformerta protestantismen skiljer sig från lutherdomen på flera sätt. Presbyterianism, även kallad synodalförfattning, är en kyrkoförfattning som praktiseras av bland andra de reformerta kyrkorna i engelskspråkiga delar av världen, där de vanligen kallas presbyterianska kyrkor. Man förkastar episkopalismen, uppfattningen att kyrkans högsta ledning ligger hos biskoparna (och till exempel inte hos påven). Franska reformerta kristna kallas traditionellt för Hugenotter. Engelska reformerta kristna som kritiserade den anglikanska kyrkan under perioden 1570–1662 brukade kallas för puritaner.

#### Pentekostalism och karismatism

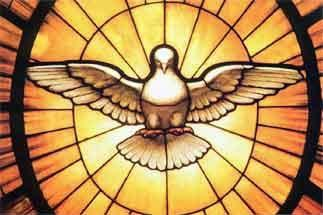
Den Helige Ande brukar avbildas som en duva och användas som symbol för pentekostalismen.

Pentekostalism, av grekiskans pentekoste "pingst", är en teologi inom de religiöst extatiska rörelser som har sitt ursprung i väckelserörelser i Los Angeles och Wales under 1900-talets första årtionde, ofta kallad pingströrelsen eller pingströrelser. Rörelsen var ursprungligen inter-denominell, det vill säga att anhängarna kom från de flesta kyrkobildningar och samfund, även om en majoritet av dessa främst hade bakgrund i helgelserörelsen eller de metodistiska eller baptistiska samfunden. Under 1900-talets första hälft kom emellertid en rad egna samfund och rörelser att formeras, däribland den svenska pingströrelsen.
Under 1960-talet började även traditionella kyrkor såsom katolska kyrkan ta till sig rörelsens yttringar. En breddning och vidare spridning av rörelsen tog fart. Denna gång var acceptansen inom de etablerade kyrkorna större och medlemmarna blev i högre grad kvar i de samfund som var deras ursprung. Därtill bildades en stor mängd kyrkor, samfund och rörelser som hämtade inspiration både från pentekostalismen och de sammanhang de kom från, den blandrörelse som uppstod, med stor mångfald i teologier och uttryck kom att kallas neo-pentekostala eller karismatiska rörelser.
De traditionella pentekostala rörelserna räknar över hela världen cirka 80 miljoner.

### Antitrinitarism
Antitrinitarism är en riktning inom kristendomen och beteckning för de kristna grupper och kyrkor, som förnekar treenighetsläran. Till exempel förnekade Arianismen att Sonen var Gud i full mening, utan betraktade honom som en skapad varelse. Nutida grupper som Jehovas vittnen och unitariska rörelser avvisar treenighetsläran och framhåller strikt monoteism i enlighet med Första budet i Moseboken.

### Primitivism
Kristen primitivism, som ibland även kallas reformationism eller restaurationism, innefattar de religiösa rörelser som lär att en återställelse av kristendomen har blivit nödvändig, eftersom katolska, ortodoxa och protestantiska kristna infört allvarliga brister i kristen tro och praxis och därmed förlorat en viktig del av den rena eller "sanna" kristendomen. Dessa olika grupper tror ofta att den ursprungliga kristendomen till en betydande grad är återställd i deras egna kyrkor.
Primitivism förknippas främst med Reformationsrörelsen, men också med bland annat Sista Dagars Heliga-rörelsen, som även kallas mormonism, med hänvisning till den period som började med Joseph Smith och offentliggörandet av Mormons bok.
Andra grupper som hör till primitivismen är bland andra anabaptister/radikala baptister, Jehovas Vittnen, Swedenborgianer, universalister, kristadelfianer och flera frikyrkor, såsom Iglesia ni Cristo och Världsmissionssamfundet Guds Församling.

#### Unitarism
Unitarismen (av lat. unitas "enhet", unus "en"), är en rörelse som uppstod på 1500-talet och avvisade läran om treenigheten, jfr antitrinitarism. Rörelsens anhängare, unitarierna, ville förena en sträng monoteism med en kristen humanism. Därför förnekade de Jesu gudomlighet och framhöll honom i stället som en människa som Gud utsett till budbärare. Unitarierna hänvisar ofta till den romerska statsmaktens påtryckningar under koncilierna åren 325–451. Då bestämdes dels att Jesus var Gud själv och hans mor Maria upphöjdes till att vara Guds Moder – en av världshistoriens mest förödande förfalskningar, enligt unitarierna.
På det europeiska fastlandet skapade socinianerna en unitarisk kyrka i Polen, men de förtrycktes under motreformationen och fördrevs till andra länder. I 1600- och 1700-talens England förenades unitarismen med deismen till en förnuftsreligion. I USA grundades på 1800-talet ett unitariskt samfund som senare har förenats med de besläktade universalisterna. I Sverige grundades på 1800-talet några unitariska samfund. Det finns 0,8 miljoner unitarier världen över.

### Gammalkatolska kyrkor
Gammalkatolska kyrkor är ett samlingsnamn för katolska kyrkor som står utanför kyrkogemenskapen med den Romersk-katolska kyrkan och som tillhör Utrechtunionen eller dess internationella biskopskonferens. Det finns därutöver ett antal oberoende episkopala kyrkor som kallar sig för gammalkatolska utan att ha denna organisatoriska koppling. Den äldsta gammalkatolska kyrkan uppkom 1723 i Nederländerna i samband med striden om jansenismen och då den Romersk-katolske ärkebiskopen av Utrecht Peter Codde avsattes 1702. Under de följande decennierna skärptes spänningsförhållandet mellan Rom och Utrecht. En definitiv brytning kom det till då domkapitlet i Utrecht mot Roms vilja valde C. Steenhoven till ärkebiskop 1723. Namnet gammalkatolska kyrkan syns inte kunna beläggas före 1870 och striden kring dogmen om påvens ofelbarhet, då antalet gammalkatoliker växte kraftigt. Rörelsen antog läroskriften Utrechtdeklarationen 1889. De gammalkatolska kyrkorna är episkopala, det vill säga leds av biskopar som gör anspråk på att ha del i den apostoliska successionen. I Sverige finns sedan 1976 några små gammalkatolska församlingar som är anslutna till Utrechtunionen. Gammalkatolska kyrkor ordinerar sedan 1996 kvinnor till uppdragen som diakon, präst och biskop, och välsignar sedan början av 2000-talet (varierande efter land) enkönade partnerskap eller enkönade äktenskap.

### Oberoende episkopala kyrkor
Oberoende episkopala kyrkor (ibland oberoende katolska kyrkor) används som samlingsbeteckning på sådana kyrkor som har sitt ursprung i någon av de katolska, gammalkatolska, assyriska, orientaliskt ortodoxa, östligt ortodoxa eller anglikanska kyrkorna,  brutit gemenskapen med dessa, men likväl behållit det historiska biskopsämbetet och en starkt anti-donatistisk syn på diakonvigning, prästvigning och biskopsvigning. Gudstjänstlivet består vanligtvis av någon traditionell västlig rit eller östlig rit, eller utgör någon bearbetad form av några av dessa. De flesta av dem är mycket små, men det finns ett litet antal undantag från denna regel.
En av dem är den Liberala katolska kyrkan, som har sin successionslinje från den gammalkatolska kyrkan, och som tidvis stått läromässigt långt ifrån denna, på den tid då LKK starkt betonade en teosofiskt inspirerad syn,  men står idag väldig nära den gammalkatolska kyrkans teologi.
Oberoende episkopala kyrkor är läromässigt sinsemellan mycket olika varandra. Nordisk-katolska kyrkan i Sverige ordinerar exempelvis inte kvinnor till uppdragen som diakon, präst och biskop, och välsignar inte enkönade äktenskap, något som däremot Liberala katolska kyrkan gör. Allmänna apostoliska kyrkan av Heliga Treenigheten ordinerar kvinnor, men välsignar inte enkönade äktenskap.

### Inhemska afrikanska kyrkor
Med inhemska afrikanska kyrkor menas sådana trossamfund som betraktar sig som kristna och som har uppkommit på den afrikanska kontinenten utan medverkan av koloniala missionärer. De är sinsemellan mycket olika vad gäller organisationsform, teologi och gudstjänstliv. De avviker inte sällan avsevärt från Europas traditionella kyrkofamiljer. Exempel på sådana kyrkor är den kimbanguistiska kyrkan, Zion Christian Church och Christ Apostolic Church.

## Släktträd för kristna riktningar
Kyrkliga samfund kan indelas efter deras kultur och tradition, och en distinktion uppställs då mellan västlig kristendom och östlig kristendom, vilkas brytning blev fullständig vid den stora schismen.
Ett mycket förenklat släktträd skulle se ut som nedan. Förhållandena har förenklats för att en illustration skall var möjlig, och särskild vikt har lagts vid samfundsbildningen i Sverige. Endast östkyrkor (och underliggande jurisdiktioner) försedda med asterisk (*) står i kyrkogemenskap med varandra. Trossamfunden näst längst ned i trädet är utdöda fornkyrkliga minoritetsriktningar. Trossamfunden allra längst ned i trädet är primitivistsamfund från 1700- och 1800-talen.
- - Den tidiga fornkyrkan
    - Fornkyrkan
      -         -           - Västlig kristendom
            - Romersk-katolska kyrkan
              - Romersk-katolska kyrkan
                - Romersk-katolska kyrkan
                - Sedevakantister

              - Gammalkatolska kyrkan
                - Polska nationalkatolska kyrkan
                  - Nordisk-katolska kyrkan i Sverige

                - Oberoende filippinska kyrkan
                - Mariaviterna
                - Oberoende episkopala kyrkor utanför Gammalkatolska kyrkan
                  - Liberala katolska kyrkan

                - Brasiliens katolska apostoliska nationalkyrka
                  - Allmänna apostoliska kyrkan av Heliga Treenigheten

            - Valdenserna
            - Husiterna
              - Böhmiska bröderna
                - Evangeliska brödraförsamlingen i Norden

            - Anglikanska kyrkan
              - Engelska kyrkan
                - Metodistkyrkan
                  - Frälsningsarmén
                    - Svenska Frälsningsarmén

                - Anglikanska kyrkan i Aotearoa, Nya Zeeland och Polynesien
                - Anglican Church of Southern Africa
                - Anglikanska kyrkan i Kanada
                - Kyrkan i Wales
                - Anglikanska kyrkan i Australien
                - Sudans episkopalkyrka
                - Nigerias kyrka

              - Irländska kyrkan
              - Skotska episkopalkyrkan
                - Episkopalkyrkan i USA
                  - Japanska heliga katolska kyrkan
                  - Anglikanska kyrkan i Sydamerika

              - Spanska reformerade episkopalkyrkan
              - Lusitanska kyrkan
              - Church of Ceylon

            - Evangelisk lutherdom
              - Svenska kyrkan
                - Evangelisk-lutherska kyrkan i Finland (avskild till följd av Sveriges delning 1809)
                - Laestadianerna
                - Svenska Alliansmissionen
                - Evangeliska Fosterlandsstiftelsen
                  - Bibeltrogna Vänner
                    - Lutherska församlingen

                - Evangelisk-lutherska kyrkan i Sverige
                - Lutherska bekännelsekyrkan
                - Evangelisk-lutherska bekännelsekyrkan
                - Lutherska konkordiekyrkan

              - Danska folkkyrkan
                - Norska kyrkan
                - Isländska kyrkan
                - Färöarnas folkkyrka

              - Tysklands evangeliska kyrka
              - Estniska evangelisk-lutherska kyrkan
              - Lettlands evangelisk-lutherska kyrka
              - Evangelisk-lutherska kyrkan i Litauen

            - Reformerta kyrkor
              - Schweiz evangeliska kyrkoförbund
              - Skotska kyrkan
                - Skotska frikyrkan

              - Nederländska reformerta kyrkan
                - Remonstranterna
                - Christelijke Afgescheiden Gemeenten
                - Gereformeerde Kerken onder het Kruis
                  - Kristna Reformerta Kyrkan i Nederländerna
                    - Reformerta kyrkan i Nederländerna
                      - Reformerta kyrkor i Nederländerna (befriade)
                        - Gereformeerde Kerken in Nederland (hersteld)

                      - Den fortsatta Reformerta kyrkan i Nederländerna

                  - Reformerta församlingarna i Nederländerna och Nordamerika
                    - Reformerta församlingar i Nederländerna
                      - Reformerta församlingar i Nederländerna (utanför förbundet)

                - Protestantiska Kyrkan i Nederländerna
                - Återupprättade reformerta kyrkan

              - Presbyterian Church in Ireland
                - Ulsters Fria Presbyterianska Kyrka

              - Reformed Church in America
              - Presbyterian Church in the United States of America
                - Presbyterianska kyrkan

              - United Presbyterian Church of North America
                - Förenade presbyterianska kyrkan i USA
                  - Presbyterian Church (USA)

              - United Church of Christ
              - Equmeniakyrkan

            - Anabaptisterna
              - Baptistkyrkan
                - Evangeliska frikyrkan
                - Pingströrelsen
                  - Trosrörelsen

                - Engudsläran

            - Reformationens radikala mystiker
              - Schwenkfelderkyrkan
              - Vännernas samfund (kväkarna)
              - Schwarzenaubröderna

          - Östligt ortodoxa kyrkor
            - Konstantinopels ekumeniska patriarkat *
              - Finska ortodoxa kyrkan *
              - Estlands apostoliska ortodoxa kyrka *
              - Ryska Parisjurisdiktionen *
              - Grekisk-ortodoxa kyrkan i Sverige*

            - Alexandrias kyrka *
            - Antiokias kyrka *
            - Ortodoxa Jerusalem-patriarkatet *
              - Sinais ortodoxa kyrka *

            - Rysk-ortodoxa kyrkan *
              - Gammaltroende
                - Ortodoxa gammalrituella kyrkan
                - Ryska gammal-ortodoxa kyrkan
                  - Slavo-Georgiska gammal-ortodoxa kyrkan
                  - Gammal-ortodoxa kyrkan i Ryssland

              - Ukrainska autokefala ortodoxa kyrkan *
              - Ukrainska ortodoxa kyrkan – Kiev-patriarkatet
              - Ryska utlandskyrkan *
              - Amerikanska Ortodoxa Katolska Kyrkan
                - Oberoende episkopala kyrkor utanför den östligt ortodoxa kyrkogemenskapen

            - Serbisk-ortodoxa kyrkan *
              - Svenska ortodoxa prosteriet *
              - Makedonsk-ortodoxa kyrkan
              - Montenegrinsk-ortodoxa kyrkan

            - Rumänsk-ortodoxa kyrkan *
              - Fransk-ortodoxa kyrkan
                - Gallisk-ortodoxa kyrkan

            - Bulgarisk-ortodoxa kyrkan *
            - Georgiska kyrkan *
            - Cyperns kyrka *
            - Greklands kyrka *
              - Den sanna grekisk-ortodoxa kyrkan

            - Polsk-ortodoxa kyrkan *
            - Albansk-ortodoxa kyrkan *
            - Tjeckiska och slovakiska ortodoxa kyrkan *
            - Amerikansk-ortodoxa kyrkan *

        - Nestorianer
          - Österns apostoliska och katolska assyriska kyrka
          - Österns gamla kyrka
          - Tomaskristna
            - Oberoende episkopala kyrkor utanför den assyriska kyrkofamiljen

        - Monofysiter
          - Koptiska kyrkan
            - British Orthodox Church
            - Franska koptisk-ortodoxa kyrkan

          - Syrisk-ortodoxa kyrkan
            - Tomaskristna
            - Oberoende episkopala kyrkor utanför den orientaliska kyrkogemenskapen

          - Armeniska apostoliska kyrkan
          - Etiopisk-ortodoxa kyrkan
            - Eritreansk-ortodoxa kyrkan

        - Monoteletism
          - Syrisk-Maronitiska kyrkan

      - Enkratiter
        - Hydroparastater
        - Sakkoforer

      - Aloger
      - Ebioniter
      - Nasaréerna
      - Gnostiker
      - Markioniter
        - Paulicianer
          - Bogomiler
            - Katarer

      - Montanister
      - Monarkianer
        - Dynamister
        - Adoptianer
        - Patripassianer (Modalister)
        - Sabellianer (Modalister)

      - Novatianer
      - Manikéer
        - Apotaktiter

      - Donatister
      - Arianer
        - Anomoeanism (Anhomoianism)
        - Homoianism
        - Akakianerna (Homoiousianism)

      - Pneumatomaker (Makedonianer)
      - Audianer
      - Apollinarister
      - Messalianer
      - Pelagianer
        - Semipelagianer

      - Priscillianer
      - Kollyridianer

    - Unitarister
    - Swedenborgare
      - Nya kyrkan
      - Herrens nya kyrka

    - Plymouthbröderna
    - Jesu Kristi Kyrka av Sista Dagars Heliga
    - Campbelliter
      - Kristi församlingar
        - Kristi församling

    - Katolsk-apostoliska kyrkan
      - Nyapostoliska kyrkan

    - Sjundedagsadventister
      - Adventistkyrkan
        - Världsmissionssamfundet Guds Församling
        - Jehovas vittnen

    - Iglesia ni Cristo
    - Kristensamfundet

## Ekumenik
Ekumenik är strävan efter att uppnå enhet i tron på Kristus, en enhet som inte i sig förutsätter likriktning eller konformism, men som däremot räknar med en både dogmatisk och ämbetsmässig försoning mellan de nu splittrade kristna kyrkorna. Enheten skall vara synlig och i någon grad också strukturell. Internationellt finns det flera ekumeniska samarbetsorgan och mötesplatser för samtal och samarbete inom olika områden. Många är specifikt inriktade på enskilda frågor, såsom mission, diakoni eller bibelöversättning, medan andra arbetar bredare för samsyn och/eller förståelse mellan kyrkor. Den största internationella ekumeniska samarbetsorganisationen är Kyrkornas världsråd, vars medlemskyrkor accepterar den Nicenska trosbekännelsen. I Sverige finns ekumeniska samarbetsorgan på såväl nationell som lokal nivå. Det bredaste nationella organet är Sveriges kristna råd där de flesta kristna samfunden finns representerade.
Det största enskilda hindret för enhet mellan kristna är frågan om auktoritet. Vem, vad eller vilka det är som har sista ordet i kyrkan leder därpå till frågan om vad kyrkan egentligen är.
Ekumeniken är ett relativt nytt fenomen, även om strävan efter att bevara den kristna kyrkans enhet har funnits med allt sedan apostlarnas tid (jfr Paulus brev till i Nya testamentet). Den tidigare strävan tog sig först uttryck i verbala strider som mynnade ut i konciliära beslut där en grupp eller en alternativ strömning inom kyrkan förklarades för kättersk och därmed uteslöts. Många är de grupper som helt har försvunnit efter detta, långsamt eller snabbt – till exempel arianer, messalianer, donatister och så vidare. Redan i den tidiga kyrkan uppstod emellertid den problematiska situation där det fanns två eller flera fungerande, levande kyrkor som vägrade att erkänna varandra.